# Thubten Gyatso
Ne doit pas être confondu avec Thupten Gyatso (député).
13e dalaï-lama
Trinley Gyatso Tenzin Gyatso
Thubten Gyatso ou Thupten Gyatso (tibétain : ཐུབ་བསྟན་རྒྱ་མཚོ་, Wylie : Thub bstan rgya mtsho), né le 27 mai 1876 à Langdun (Dakpo) et mort le 17 décembre 1933 à Lhassa est le 13e dalaï-lama, surnommé le « Grand Treizième ». Intronisé en 1879, il accède au pouvoir en 1895 à la suite du régent Lobsang Trinley, et gouverne jusqu'à sa mort.
À une date qui varie selon les sources (1898, 1913 ou 1920), Thubten Gyatso abolit la peine de mort, sauf en cas de haute trahison. En 1904, il fuit en Mongolie-Extérieure, au mont Wutai et à Pékin, puis dans l'Amdo devant l'irruption d'une force expéditionnaire britannique, avant de retrouver son trône en 1909 à la suite des accords passés par la Chine avec la Grande-Bretagne. En 1910, il fuit à nouveau Lhassa, cette fois-ci pour l'Inde britannique, devant les troupes envoyées par le gouvernement impérial mandchou de la dynastie Qing. Il revient en 1913 à la faveur de la chute de l'Empire et de l'instauration de la République de Chine.
En 1912, proclamant ce qui est diversement interprété comme l'indépendance du Tibet ou la fin de la relation prêtre-protecteur entre dalaï-lama et empereur, il entame une série de réformes visant à moderniser l'administration, la justice, l'enseignement et la médecine (création de l'Institut de médecine et d'astrologie tibétaine de Lhassa). Ainsi, il crée les premiers billets de banque tibétains, organise une poste tibétaine, modernise l'armée tibétaine ou fait installer une centrale hydroélectrique dans la vallée de Dodé. Cependant, en 1926, face au mouvement de rejet chez les éléments conservateurs de l'élite tibétaine et aux revendications des jeunes officiers de l'armée, il met un terme au programme de modernisation de l'armée ainsi qu'à d'autres réformes,. La même année, l'école anglaise de Gyantsé est fermée. En 1932, un an avant sa mort, le Grand Treizième publie son testament, insistant en particulier sur la nécessité de ménager l'Inde et la Chine, d'entretenir une armée garante du territoire, de refouler le communisme pour éviter au Tibet le sort de la Mongolie.
Qualifié de « forward-thinking reformer »,, de « visionnaire » par les avertissements de ce qui est considéré comme son testament politique,,, le 13e dalaï-lama dirigea, de 1912 à 1933, un Tibet indépendant de facto, sans lui obtenir de reconnaissance internationale (de jure) ni parvenir à en faire un État moderne selon Laurent Deshayes, tandis que Roland Barraux se demande si l'ouverture par la Chine et par l'Inde britannique de représentations diplomatiques à Lhassa et la poursuite de son œuvre de réorganisation administrative intérieure après sa mort ne sont pas la marque de sa réussite à titre posthume.

## Biographie
Thupten Gyatso est né le 27 mai 1876, dans le village de Langdun dans le Dagpo, une région au sud du Tibet, dans une famille paysanne. Des signes particuliers, rapportés par ses biographes, entourèrent sa naissance, comme le fait que dans le village, seule la maison familiale resta intacte après un tremblement de terre survenu un an avant sa naissance, la nuit de sa conception. Interrogé à ce sujet par la future mère de l'enfant, Dagpo Lama Rinpoché répondit qu'un séisme pouvait être de bon ou mauvais augure, et qu'il pouvait accompagner l'arrivée de bodhisattva, précisant que le 12e dalaï-lama récemment disparu pouvait avoir choisi de renaître dans la région.

### Recherche et reconnaissance de la réincarnation du12edalaï-lama
Deux ans plus tard, le 11e kuten, Lhalung Shakya Yarphel, oracle de Nechung, désigne Lobsang Dargyé, ancien abbé du monastère de Gyumé, pour rechercher la réincarnation du 12e dalaï-lama. Lobsang Dargyé se rend sur les rives du lac Lhamo Lhatso, réputé livrer des visions après de longues méditations. Dans la nuit du 7e jour, il voit l'enfant, ses parents, leurs noms, et leur maison. Le 11e kuten confirme les visions. Une mission d’enquête menée par Lobsang Dargyé découvre au Dagpo la maison d'un bûcheron abritant le jeune garçon. Son père s'appelle Kunzang Rinchen, et sa mère Lobsang Dolma. Interrogé, en transe, le 11e kuten confirme qu'il s'agit du 13e dalaï-lama.
Comme il n'y a pas d'autres candidats, le Régent, Ngawang Pelden Chokyi Gyeltsen (1875-1886), fait part du nom du jeune garçon et des circonstances de sa découverte à l'empereur mandchou Guangxu, lequel lui fait parvenir son aval. Escorté d'une centaine de soldats et de moines, le jeune garçon est alors conduit à Lhassa. La petite troupe fait une halte de trois mois à Tsel Gungtang, un monastère situé à 24 km de Lhassa, le temps que la ville fasse ses préparatifs pour accueillir le nouveau dalaï-lama. C'est là que le Régent, les membres du Kashag, les abbés des trois grands monastères, l'amban Songgui — le représentant des Qing au Tibet de 1874 à 1879 — et le Vikal — le représentant des Gurkhas au Tibet — viennent lui présenter leurs devoirs. L'arrivée imminente du nouveau dalaï-lama début 1878 suscite un grand émoi à Lhassa. On passe une couche de lait de chaux sur tous les bâtiments et on installe de nouveaux drapeaux de prières sur les terrasses des maisons. Une fois au Potala, le jeune garçon reçoit ses vœux de moine du 8e panchen lama et le nom de Ngawang Lobsang Thupten Gyatso Jigdral Chokley Namgyal. Sa famille est anoblie et prend le nom de Yabzhi Langdun. Comme de coutume, l'empereur Qing confère le titre de Gong au père du dalaï-lama.
L'amban (selon Melvyn Goldstein) ou le Régent (selon Dorje Tseten) demande à l'empereur Guangxu d’omettre, à la sélection du 13e dalaï-lama, le tirage au sort dans l'urne d'or qui avait été instauré en 1793 par l'empereur Qianlong. Cette exemption lui est accordée. Pour Anne Chayet, si l'urne fut utilisée, son verdict ne contraria jamais le choix des moines, les Qing n'ayant plus la force d'imposer cette contrainte et elle ne fut pas utilisée lors de la désignation du 13e dalaï-lama. Pour Matthew Kapstein, le consensus vite trouvé autour de la reconnaissance du 13e dalaï-lama par la hiérarchie guélougpa, permet d'éviter d'avoir « à faire appel à cette loterie abominée qu'était pour eux l'urne d'or ». Gilles van Grasdorff considère que la désignation du dalaï-lama sans utiliser cette procédure est le signe du peu d'influence des ambans mandchous sur le gouvernement tibétain[Passage problématique].

### Intronisation
Le 13e dalaï-lama est intronisé au palais du Potala en 1879, et selon Dorje Tseten lors d'une cérémonie avalisée par un édit de l'empereur Guangxu. Selon l'historien Max Oidtmann, les ambans de Lhassa ne se sont peut-être pas impliqués directement dans le choix du 13e dalaï-lama, mais ils se sont impliqués à coup sûr dans l'installation de l'enfant de trois ans sur son estrade au palais du Potala deux ans plus tard. Sunggui, l'amban en chef depuis 1874, rédigea un mémoire bilingue relatant les deux journées de festivités de 1879, mémoire où il souligne les moments au cours de la cérémonie où la dynastie Qing a été reconnue. Le premier jour, le jeune dalaï-lama fut amené devant l'effigie de Qianlong et, sous la conduite de Sunggui, il accomplit devant elle « les trois génuflexions et les trois prosternations ». Le lendemain, dans la grande salle Dug'eng du Potala, l'édit d'avalisation de l'empereur fut lu à haute voix puis le dalaï-lama ainsi que le régent accomplirent à nouveau le ketou (kowtow) et s'inclinèrent dans la direction de la cour impériale[réf. à confirmer].

### Accession au pouvoir
Selon Gilles van Grasdorff, Thupten Gyatso, âgé seulement de 12 ans, intronise le 9e panchen-lama en 1888. Selon Tsering Shakya, en 1902 le dalaï-lama ordonne le 9e panchen-lama dans le temple du Jokhang.
À l’âge de 18 ans, le 8 août 1895, il reçoit les rênes du gouvernement du Tibet, des mains du nouveau régent, Lobsang Trinley (1886-1895), qui avait remplacé Ngawang Pelden.
Selon Roland Barraux, les témoins de l'époque soulignent qu'il fit preuve, dès le début de son règne, d'intelligence, d'habilité, de religiosité et de diligence. Répondant à une pétition du clergé tibétain adressée au nouveau chef temporel et spirituel dénonçant le népotisme dans l'attribution des fonctions monastiques et l'insuffisance de formation des membres du Kashag et de l'Assemblée, il décida d'en revenir aux règles édictées par le 7e dalaï-lama : l'hérédité ne devait pas prédominer dans le choix d'un ministre, et pour les hauts fonctionnaires, les candidats devaient avoir démontré leurs connaissances et études.
Toutefois, selon Laurent Deshayes, une fois au pouvoir, le jeune souverain manifeste la fermeté de son caractère en rappelant les principaux monastères guélougpa à leurs responsabilités : « À l'avenir, si vous faites preuve de négligence, vos noms seront détruits ». L'historien Matthew Kapstein indique que le treizième dalaï-lama approuvait les objectifs du mouvement Rimé, une école de pensée du bouddhisme tibétain.

### L'affaire des «chaussures enchantées»
En 1898, le 9e Démo Rinpoché et ses partisans souhaitant reprendre leur pouvoir et leur prestige perdus et se trouvant désormais en butte à la vengeance de leurs ennemis, auraient tenté d'atteindre le dalaï-lama au moyen de magie noire bouddhiste au cours de ce qu'on appelle « l'affaire des chaussures enchantées ». Démasqués, ils sont arrêtés. Norbu Tsering et Nyagtrü Lama, jetés en prison, meurent ou sont assassinés. L'ancien régent meurt alors qu'il est aux arrêts. D'après Melvyn Goldstein, il fut plongé, à ce que l'on dit, dans un énorme récipient de cuivre rempli d'eau jusqu'à ce qu'il se noie. Selon Jamyang Norbu, écrivain tibétain en exil militant pour l'indépendance, s’il est possible qu'un officiel zélé ait pu être responsable d'une telle action, ce n'est qu'une rumeur sans substance. Ses domaines sont confisqués par le gouvernement, lequel déclare que sa lignée de réincarnation ne sera pas reconnue à l'avenir. C'est la première fois que des mesures aussi radicales sont prises à l'encontre d'un régent. Pour l'historien (et ancien président du Gouvernement de la région autonome du Tibet) Dorje Tseten, Thubten Gyatso s'est servi de ses serviteurs et sorciers pour faire accuser injustement ses opposants, montrant par là un esprit calculateur. Selon Melvyn Goldstein, le Dalaï-lama aurait été averti du complot par un certain Tertön Sogyal, lequel, en retour, aurait reçu des biens de Démo Rinpoché et gagné les faveurs du dalaï-lama. À Tengyéling, le monastère de Démo Rinpoché, on affirme que l'accusation a été fabriquée de toutes pièces par ses ennemis.
Selon Thubten Ngodup, en février 1899, le 11e kuten avertit le dalaï-lama au cours d'une transe que sa vie est en danger, l'incitant à la plus grande prudence. Malgré ses conseils, le dalaï-lama, précédemment énergique, tombe malade régulièrement, se fatiguant rapidement. Interrogé à nouveau, le kuten précise que la magie noire est en jeu et il demande qu'une paire de bottes détenues par le tertön Sogyal soit démontée. On interroge Sogyal, qui pense aux bottes que lui a remises Shaö Trulkou à l'attention du dalaï-lama. Pris d'un mauvais pressentiment, il les a conservées et essayées un jour, mais s'est mis alors à saigner du nez et a décidé de les abandonner dans un coin. Suivant les conseils du kuten, les bottes sont démontées, et l'on découvre dans une semelle un pentacle maléfique, associé au nom et à la date de naissance de Thubten Gyatso, ainsi que des substances réputées néfastes. Une enquête est menée, l'ancien régent Démo Rinpoché et ses complices avouent, sont arrêtés, mis en résidence surveillée ou écroués, la plupart mourant rapidement de mort naturelle ou de suicide, comme Shaö Trulkou qui se défenestre (selon Thubten Ngodup) ou est précipité du haut du Potala (selon Jean Dif).
Alors que depuis le décès du huitième dalaï-lama au début du XIXe siècle, les pontifes n'ont régné en tout que trois ans environ, leur décès prématuré permettant aux régents de régner, Thubten Gyatso, en frappant le régent Démo, sa famille et ses partisans, vient de couper court à toute velléité de captation du pouvoir. Après cette affaire le dalaï-lama est « libre de constituer son gouvernement tel qu'il l'entendait ».

### Pèlerinage dans le sud du Tibet
En 1900, il entreprend un pèlerinage et visite des sites sacrés du sud du Tibet dont Chokhorgyal. Lors de son retour, passant par Samyé, il développe la variole mais en guérit par des rituels et médications.

### Abolition de la peine de mort sauf en cas de haute trahison

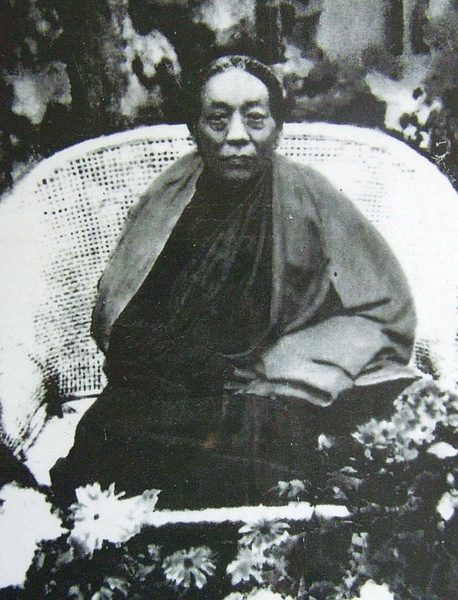
Gara Lama Sonam Rabten

Les tibétologues Charles Bell, Matthew Kapstein, Alex McKay, Katia Buffetrille et Ram Rahul, indiquent que le 13e dalaï-lama a aboli la peine de mort au Tibet. Matthew Kapstein précise qu'il interdit aussi les sanctions de mutilation et « en tant que bouddhiste convaincu, il tenta aussi d'interdire l'abattage des animaux »[pertinence contestée],,,,.
Concernant l'abolition de la peine de mort, Bell ne fournit pas de date, McKay précise « aux alentours de 1898 », la tibétologue Katia Buffettrille, quant à elle, donne 1898. De même, pour Ram Rahul, le dalaï-lama abolit la peine capitale par décret en 1898. Jean Dif retient aussi la date de 1898 pour l'abolition de la peine de mort, mais selon lui, celle-ci reste toutefois applicable en cas de haute trahison. McKay déclare qu’en raison de l'abolition de la peine de mort, « les exécutions étaient rares, en particulier au niveau de l'État ».
Selon Damien P. Horigan, qui cite comme source le sinologue Franz H. Michael (en), l’abolition intervint vers 1920, date avant laquelle le dalaï-lama évitait de se mêler des affaires de peine capitale en raison de son rôle religieux,.
Jean-François Leclere, pour sa part, indique les deux dates : 1898 et vers 1920 au plus tard.
L'écrivain indépendantiste Jamyang Norbu, de son côté, place l'abolition de la peine capitale en 1913, arguant que cela est rapporté par de nombreux voyageurs et que le Tibet est le premier pays au monde à le faire.
L'historien Laurent Deshayes rapporte qu'en 1912 le ministre Tsarong Wangtchoug Gyelpo et son fils furent mis à mort sur ordre de l'assemblée tibétaine (tsongdou) en raison de leur compromission avec les Chinois. Pour Elmar R. Gruber (de) et Namgyal Lhamo Taklha, il s'agit d'un assassinat qui peina le dalaï-lama, auquel le ministre était resté loyal,. Ils ont été tués avant le retour du dalaï-lama à Lhassa.
Selon McKay, il y eut des cas isolés de peine capitale dans les années qui suivirent 1898. Il évoque la mort, en 1924, de l'instructeur militaire indien Padma Chandra, lequel, cherchant à se réfugier en Inde quand le dalaï-lama démit les officiers soupçonnés d’implication dans un coup d’État, fut tué par des troupes tibétaines lancées à sa poursuite. Pour Dundul Namgyal Tsarong, il aurait résisté lors de son arrestation, les troupes ont tiré le tuant. McKay mentionne également l'exécution d'un jeune homme impliqué dans le vol du cheval de l'administrateur du Tibet occidental.
Bell rapporte que le dalaï-lama lui avait déclaré que « depuis qu'il était arrivé au pouvoir, il n'avait autorisé aucune peine de mort sous aucune circonstance que ce soit ». Bell précise toutefois que « le châtiment infligé pour un meurtre avec préméditation est si sévère habituellement que le coupable ne peut guère y survivre très longtemps ». Ainsi, lorsque le complot de l'ancien régent Demo Rinpoché fut découvert et que l’Assemblée nationale tibétaine (tsongdu) réclama la peine de mort contre ses instigateurs, le dalaï-lama refusa, déclarant son opposition à la peine de mort en raison des principes bouddhistes. De même, Gara Lama Sonam Rabten, arrêté par le gouvernement tibétain pour avoir aidé les Chinois durant le conflit sino-tibétain de 1917, fut condamné à la prison à vie pour trahison.

### L'Office de l'agriculture
Selon Melvyn C. Goldstein, pendant la première décennie du XXe siècle, le 13e dalaï-lama, sur les recommandations, dit-on, du représentant de la Chine impériale, créa un nouvel office gouvernemental et promulgua de nouvelles lois qui changèrent radicalement la structure du servage. La fonction de l'Office de l'agriculture (Sonam Lekhung tibétain : སོ་ནམས་ལས་ཁུངས, Wylie : so nams las khungs), était de trouver de nouveaux bras et de nouvelles terres. Avec le temps, le nombre de serfs (mi ser) qui s'étaient enfuis et ne voulaient pas demander de franchise (« bail humain ») où n'étaient pas en mesure d'en obtenir une, était devenu considérable. Parallèlement, en raison du sous-peuplement, nombre d'anciennes tenures restaient inoccupées. L'Office fut autorisé à délivrer une franchise à tout ancien serf en fuite depuis trois ans. Ces individus sans seigneur devinrent de ce fait les serfs de l'Office lui-même. Pour la première fois, un serf avait la possibilité, sur le plan juridique, de changer de seigneur et d'éliminer l'attachement à la terre. En contrepartie, le serf devait payer un droit minime de 5 zho pour les hommes et de 2 zho 1/4 pour les femmes. Il y eut foule pour obtenir la franchise et devenir serf de l'Office de l'agriculture. Cependant, la portée de cette innovation devait bientôt être réduite pour ne pas porter préjudice au système de servage. Les serfs bénéficiant de la franchise furent rattachés à des domaines ou à des villages de serfs dépendant du gouvernement et manquant de bras.

### Relations entre la Russie et le Tibet
Vers 1895, Thubten Gyatso souhaite établir des relations avec la Russie tsariste pour faire contre poids aux Britanniques. En 1898, Agvan Dorjiev est désigné comme « représentant semi-officiel » du Tibet à Saint Pétersbourg. Il devint un des enseignants du 13e dalaï-lama avec lequel il débattait, gardant ce poste jusqu'à la fin des années 1910. Il contribua probablement également à protéger le jeune dalaï-lama des intrigues de la cour de Lhassa. Il était très proche de son disciple, avec lequel il entretenait des relations suivies,.
Au printemps 1900, Dorjiev retourna en Russie avec six autres représentants tibétains du dalaï-lama . Ils voyagèrent à travers l'Inde et rencontrèrent le tsar au palais Livadia, en Crimée. « À leur retour ils apportèrent à Lhassa des armes et des munitions russes ainsi que – assez paradoxalement – un superbe jeu de robes épiscopales comme un cadeau au Dalaï-lama ». En 1904, Thubten Gyatso le sollicite afin d'obtenir l'autorisation de séjourner en Russie ; le gouvernement tsariste refusa pour éviter un différend avec les Britanniques.
Le règne du 13e dalaï-lama est marqué par le grand jeu international, lutte pour la suprématie en Asie centrale, entre la Russie tsariste et l'Inde britannique, dont les empires respectifs sont en expansion. L'intérêt accru de la Grande-Bretagne pour l'établissement de liens avec le Tibet a pour aboutissement l'invasion de celui-ci par une force expéditionnaire en 1904. Refusant, malgré les demandes insistantes du pouvoir chinois et de son amban, de négocier en position d'infériorité avec les forces expéditionnaires britanniques marchant sur Lhassa, le dalaï-lama, déguisé sous la robe cramoisie d'un simple moine, s’enfuit en Mongolie-Extérieure où il espère obtenir l'appui du Tsar. Il se retrouve dès lors « déposé » par Pékin.

### Conflit tibéto-britannique
La méfiance entre le dalaï-lama et le panchen-lama, traditionnellement proche, s'est accrue sous l'effet du conflit tibéto-britannique. Shigatsé étant plus près de l'Inde britannique que Lhassa, le panchen-lama, second dans la hiérarchie du bouddhisme tibétain, était considéré par les Britanniques comme un substitut potentiel au gouvernement de Lhassa et au dalaï-lama.
À la fin du XIXe siècle et au début du XXe siècle, les Anglais décrièrent le 13e dalaï-lama en des termes dépréciatifs. Selon eux, il ne méritait aucun respect, car il était réfractaire à leurs projets.
Au physique, Thubten Gyatso est un homme de haute taille, à la puissante carrure, et aux yeux d'une obliquité peu commune. C'est le portrait qu'en brosse le journaliste anglais et correspondant du Times accompagnant l’expédition de Younghusband en 1904 Perceval Landon dans son livre À Lhassa, la ville interdite, paru en 1905. Il précise n'avoir à son sujet que des sources chinoises qui « le dépeignent comme un entêté, un esprit assez vain, non sans force de caractère, et impatient de toute espèce de joug ».
Francis Younghusband, qui allait mener une expédition militaire au Tibet en 1903, proposa au panchen-lama le statut de chef du Tibet, sa candeur contrastant avec la prétendue attitude réfractaire du dalaï-lama. Cependant, Younghusband n'obtint pas la permission des dirigeants britanniques et le panchen-lama ne manifesta pas d'intérêt pour sa proposition. Toutefois, en 1905, les Britanniques écrivirent au dalaï-lama alors en Mongolie lui demandant de ne pas rentrer à Lhassa avant un retour au calme, le menaçant d'une nouvelle action militaire. Dans le même temps, coïncidant avec la visite du prince de Galles en Inde, le panchen-lama est invité à Calcutta, ce qu'il ne put refuser à cette période critique de l'histoire du Tibet, provoquant les soupçons de Lhassa et amenant les Chinois à le dénoncer.

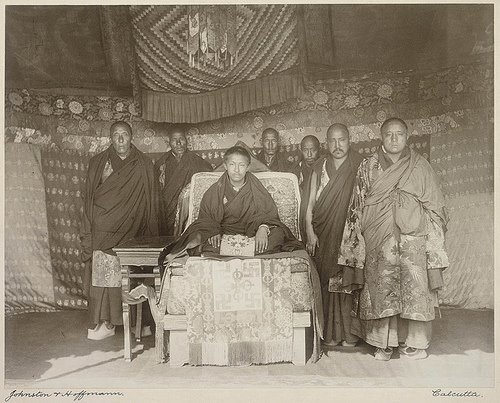
Le panchen-lama et son entourage à Calcutta en 1906

### Premier exil

#### Séjour à Ourga

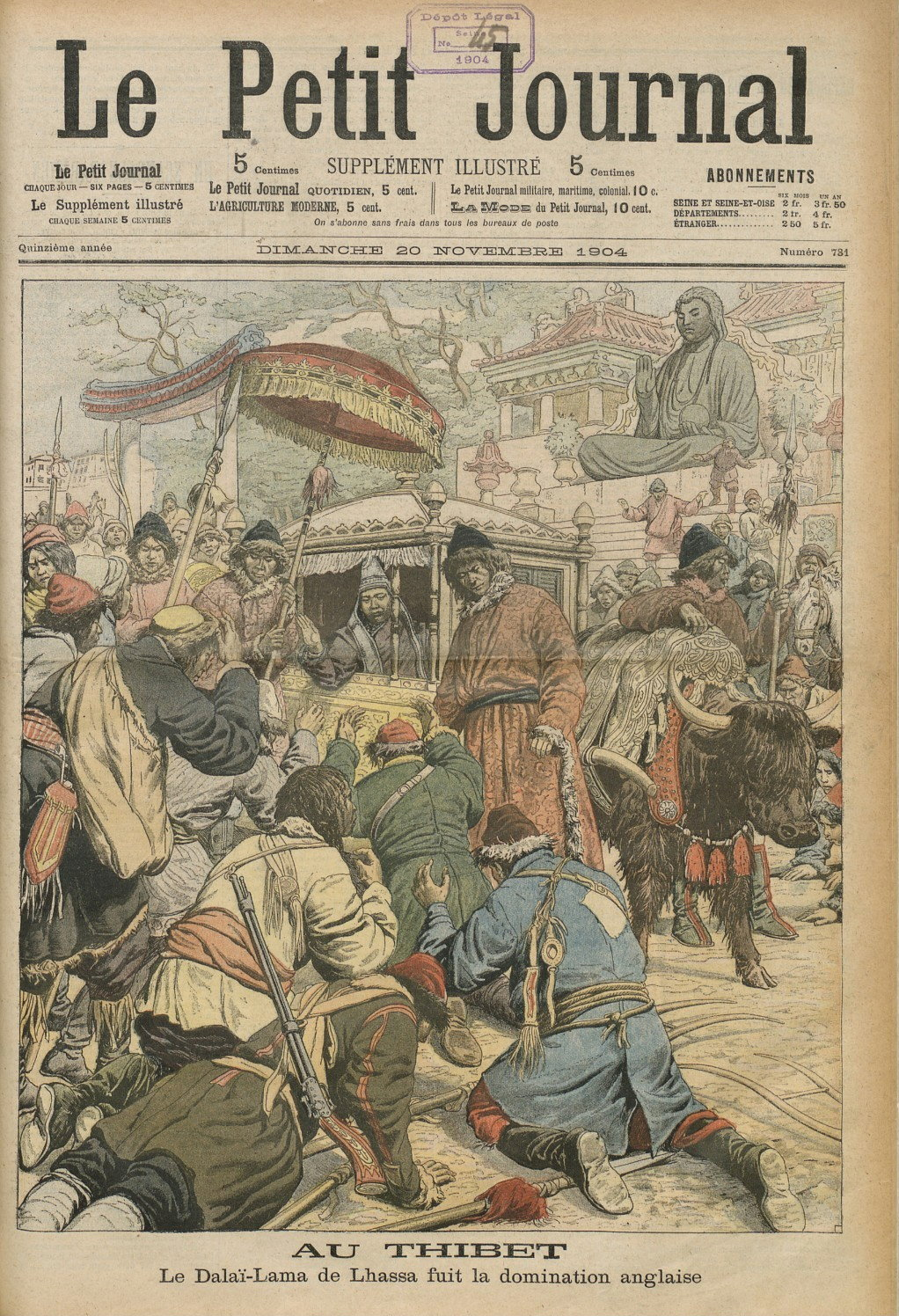
Thubten Gyatso fuyant Lhassa pour Ourga, en Mongolie-Extérieure, illustration du Petit journal

Le dalaï-lama est au milieu d'une retraite spirituelle de trois ans quand les Britanniques, qui l'ignorent, envahissent le Tibet. L'oracle de Néchung, consulté, indique que la retraite doit être interrompue et que le dalaï-lama doit partir pour la Mongolie, où il se rend pour un pèlerinage de convenance, rencontrer ses disciples et donner des enseignements, ce qu'il commence durant son voyage. Après qu'il a quitté sa retraite le 30 juillet 1904, il nomme Lobsang Gyaltsen régent du Tibet, et lui donne son sceau. Trois mois après son départ de Lhassa, il arrive à Ourga, l'actuelle Oulan-Bator, alors en Mongolie-Extérieure, où 10 000 Mongols l'attendent à l'entrée de la ville. L'année suivante, il rencontre des milliers de fidèles en Mongolie, Bouriatie, Kalmoukie et Sibérie, et donne de nombreux enseignements. Il réside en 1904 dans l'un des temples du monastère de Gandantegchinlin. Il préside les célébrations du Monlam en 1905 et en 1906. Pour Claude Arpi, cela contribua à développer les relations avec le peuple mongol et son chef spirituel, le Bogdo Khan,. Pour Jean Dif, il finit par se brouiller avec son hôte, dont il raille la vie dissolue et qui, de son côté, est mécontent de voir la majeure partie des offrandes des pèlerins aller désormais au pontife tibétain dont la popularité, apparemment, éclipse la sienne.
Selon Dorje Tseten, à Ourga, le dalaï-lama espère obtenir une aide de la Russie tsariste, mais cette dernière vient d'être vaincue dans la guerre russo-japonaise et signe la Convention anglo-russe de 1907, ne permettant au dalaï-lama d'obtenir cette aide. L'amban Youtai est limogé par les Qing pour incompétence pour n'avoir pas participé aux négociations tibéto-britanniques et avoir laissé la convention de Lhassa se conclure sans l'aval de Pékin. Zhang Yintang est nommé à sa place. Ces mesures auraient convaincu le 13e dalaï-lama d'accepter l'invitation de l'empereur et de l'impératrice douairière de se rendre à Pékin. L'exploratrice Alexandra David-Néel rapporte que, dans son voyage, le dalaï-lama s'était « prévalu de la règle qui veut que, par respect, on ne doive jamais laisser passer un Dalaï-lama sous une voûte, pour exiger que les portes des murailles des villes qu'il lui fallait traverser sur sa route soient démolies ». « Les autorités chinoises avaient alors accédé à cette extravagante prétention ». Alexandra David-Néel ajoute que « les autorités chinoises […], ayant pris conscience de leur absurdité, […] s'étaient abstenues au retour du dalaï-lama dans son pays, de lui témoigner la moindre marque de déférence, ce dont, me disaient ses familiers, il avait été furieux ».

#### Premier séjour au monastère de Kumbum (1908)
Les tensions à Urga entre le Bogdo Gegen et le dalaï-lama devenant intenables, ce dernier quitte la ville courant 1907. Il se rend ensuite dans l'Amdo et séjourne au monastère de Kumbum, où il rencontre le 5e Taktser Rinpoché, grand oncle paternel du futur 14e dalaï-lama.

#### Séjour sur le mont Wutai et à Pékin

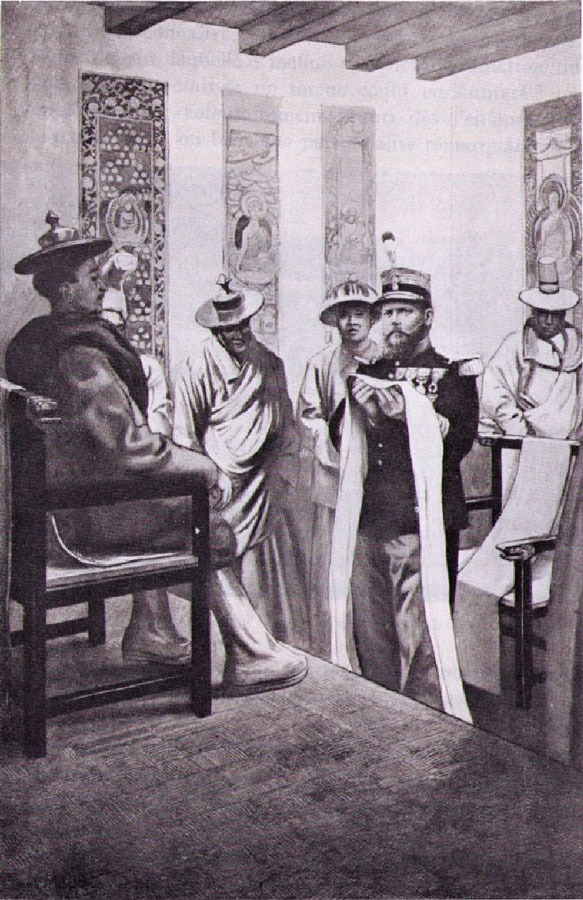
Henri d'Ollone offrant une écharpe de félicité au 13e dalaï-lama lors d'une audience dans un temple du Wutai Shan en 1908.

Au printemps 1908, il s'arrête en route sur le mont Wutai, à 300 km à l'ouest de Pékin, dans la province du Shanxi où il procède à des cérémonies religieuses, il se rend notamment au Temple Qixian, un temple bouddhiste tibétain comportant une grotte de Guanyin, et rencontre des diplomates étrangers dont Agvan Dorjiev qui rentra en Russie et demanda à Alexandre Petrovitch Izvolski, ministre des Affaires étrangères russe, la permission de construire le Temple bouddhiste de Saint-Pétersbourg, une représentation non officielle du dalaï-lama dans la capitale de la Russie tsariste, William Woodville Rockhill, ambassadeur américain à Pékin a qui il offrit une xylographie du Sūtra du Diamant comportant un colophon de sa main et une thangka représentant Tsongkhapa. Il le rencontra plusieurs autres fois à Pékin où il eut un autre entretien avec lui. Il écrivit un portrait de lui particulièrement précis. Lors de son séjour sur le Wou-T'ai-Chan, il rencontre aussi Henri d'Ollone , lequel remarque son intelligence : « Il avait compris que l'appui des nations européennes lui serait utile pour résister à la fois à la Chine et à l'Angleterre »,.
Pour Gilles van Grasdorff, le dalaï-lama vient à Pékin en « souverain indépendant, non en vassal destitué ». Un premier entretien est annulé entre l'empereur et le dalaï-lama, ce dernier refusant de se prosterner puis de s'assoir sur un siège plus bas que celui de l'empereur. Un second rendez-vous se tient finalement le 14 octobre, Thubten Gyatso pliera simplement le genou devant l'impératrice douairière Cixi et l'empereur Guangxu. Pour l'ambassadeur américain présent à Pékin lors de cet entretien : « Le dalaï-lama avait été traité avec tout le cérémonial dont tout souverain indépendant aurait pu être gratifié  ». La tibetologue Françoise Wang-Toutain considère que lors de cette entrevue la relation chapelain / donateur a cessé. Selon Jean Dif, il espère parvenir à une entente avec l'empereur Qing Guangxu et à rétablir son autorité au Tibet. Les humiliations ne lui sont pas épargnées : on l'oblige à plier le genou devant l'impératrice douairière pour marquer sa sujétion, on lui décerne des titres honorifiques empoisonnés, on lui garantit le paiement d'une rente comme à un haut fonctionnaire, il est traité comme un vassal.
Selon Melvyn Goldstein, arguant que l'amban ne transmet pas fidèlement ses avis, il demande à ne plus avoir à passer par son intermédiaire. L'empereur refuse mais l'autorise à rentrer à Lhassa car, entre-temps, les accords passés avec la Grande-Bretagne et la Russie ont réaffirmé que le Tibet faisait partie de la Chine. Fabienne Jagou fait remarquer que les deux parties reconnaissaient la « suzeraineté de la Chine sur le Tibet »,. Durant son séjour à Pékin, l'empereur Guangxu et l'impératrice douairière Cixi meurent, respectivement le 14 et le 15 novembre 1908. Le prince Ch'un, devenu régent de l'empire, demande au dalaï-lama de célébrer les rites funéraires conformément à la religion de la famille impériale. Le dalaï-lama conduit donc les rituels funéraires et rédige l’éloge funèbre. Par ailleurs, il obtient satisfaction pour certaines de ses demandes et quitte Pékin le 21 décembre.

#### Second séjour au monastère de Kumbum (1909)
Sur le chemin de retour à Lhassa, le dalaï-lama, en 1909, fait halte à nouveau à Kumbum, où, selon ce que rapporte le missionnaire catholique flamand Louis Schram alors dans la région, il « fait une entrée digne d'un potentat oriental ». Mongours, Tibétains et Chinois accourent lui rendre hommage. Mais les rapports avec les moines et leur abbé, Achia Rinpoché, réincarnation du père de Tsongkhapa, se dégradent très vite : les montures de la suite sont laissées en liberté dans les cultures, des disputes éclatent à propos des offrandes de moutons et de farine, mais surtout le dalaï-lama veut se mêler de l'administration du monastère, ce que l'abbé refuse catégoriquement. Devant l'attitude menaçante des moines, l'amban de Xining dépêche sur place une troupe de soldats pour s'interposer, permettant ainsi au dalaï-lama et ses gens de quitter le monastère pour se réfugier à Xining où, toujours selon Schram, « il faisait triste figure » en 1909.
Gyalo Thondup explique qu'il n'est pas très apprécié à Kumbum où sa réforme des monastères, dont la discipline laissait à désirer, se heurta à l'hostilité des moines. Il fut soutenu par le 5e Taktser Rinpoché qui, devenu lui aussi impopulaire, partit pour Lhassa avec le dalaï-lama en 1909.

### Programme d'intégration du Tibet au reste de la Chine (1905-1911)
Selon Melvyn Goldstein, après avoir obtenu le départ des troupes britanniques moyennant le paiement d'une indemnité, la dynastie Qing, quoique affaiblie, décide de jouer un rôle plus actif dans la conduite des affaires tibétaines. Pour préserver ses intérêts, elle met en œuvre, de 1905 à 1911, un programme d'intégration du Tibet au reste de la Chine aux plans politique, économique et culturel.
On projette une ligne de chemin de fer reliant le Sichuan au Tibet. On prévoit de former une armée de six mille hommes et de séculariser le gouvernement tibétain en créant des commissions gouvernementales non ecclésiastiques. On projette un hôtel des monnaies, la construction de routes et de lignes téléphoniques et la mise en exploitation des ressources locales. À Lhassa, une école s'ouvre en 1907 et un collège militaire en 1908,. Un service postal chinois comptant cinq bureaux de poste est établi au Tibet central et les premiers timbres sont émis (avec des inscriptions en chinois et en tibétain),. En 1909, un journal bilingue, le Journal vernaculaire du Tibet, le premier de son genre, est imprimé à Lhassa sur des presses importées de Chine. Il paraît tous les dix jours et chaque numéro est tiré à 300 ou 400 exemplaires,. Son objectif, à la fois éducatif et de propagande, est de faciliter les réformes administratives engagées par Lian Yu et Zhang Yintang.
Ce programme est toutefois réduit à néant par l'éclatement de la révolution chinoise de 1911, l'effondrement de l'empire Qing et l'élimination de Chao Ehr-feng.

### Retour à Lhassa (1909)
Après son retour à Lhassa le 25 décembre 1909, comprenant que le Tibet ne peut lutter seul contre les prétentions chinoises, il établit le Bureau des Affaires étrangères du Tibet, chargé des relations extérieures, limitées dans un premier temps au Népal, à la Mongolie et au gouvernement britannique des Indes. Le Népal avait établi une légation à Lhassa en 1856, faisant suite à la Mission diplomatique népalaise ouverte en 1792.
Selon Max Oidtmann, à la fin de l'hiver 1910, le gouvernement impérial des Qing est furieux contre Thubten Gyatso qui a coupé les vivres à son représentant, l'amban, en violation des accords de ravitaillement. C'est que le gouvernement tibétain vient de constater la brusque dissolution, par les administrateurs Qing, des domaines qu'il possède dans le Kham, et le dalaï-lama craint de voir son autorité temporelle retirée[réf. à confirmer].
Thubten Gyatso, inquiet des visées chinoises, envoie un message à Pékin :
«  Nous vous adressons ce message, nous les Tibétains opprimés. Tout va bien en apparence à l'extérieur, mais à l'intérieur de gros vers dévorent en fait de petits vers. Nous avons agi avec franchise, mais ils se sont quand même emparés de nos cœurs. Des soldats ont été envoyés au Tibet, y provoquant une grande inquiétude parmi la population. Nous avons déjà envoyé un messager à Calcutta. Je vous prie de rappeler l'officier chinois et ses soldats récemment arrivés au Kham. Si vous ne le faites pas, il y aura des troubles graves. »

### Arrivée de l'armée impériale à Lhassa (1910)

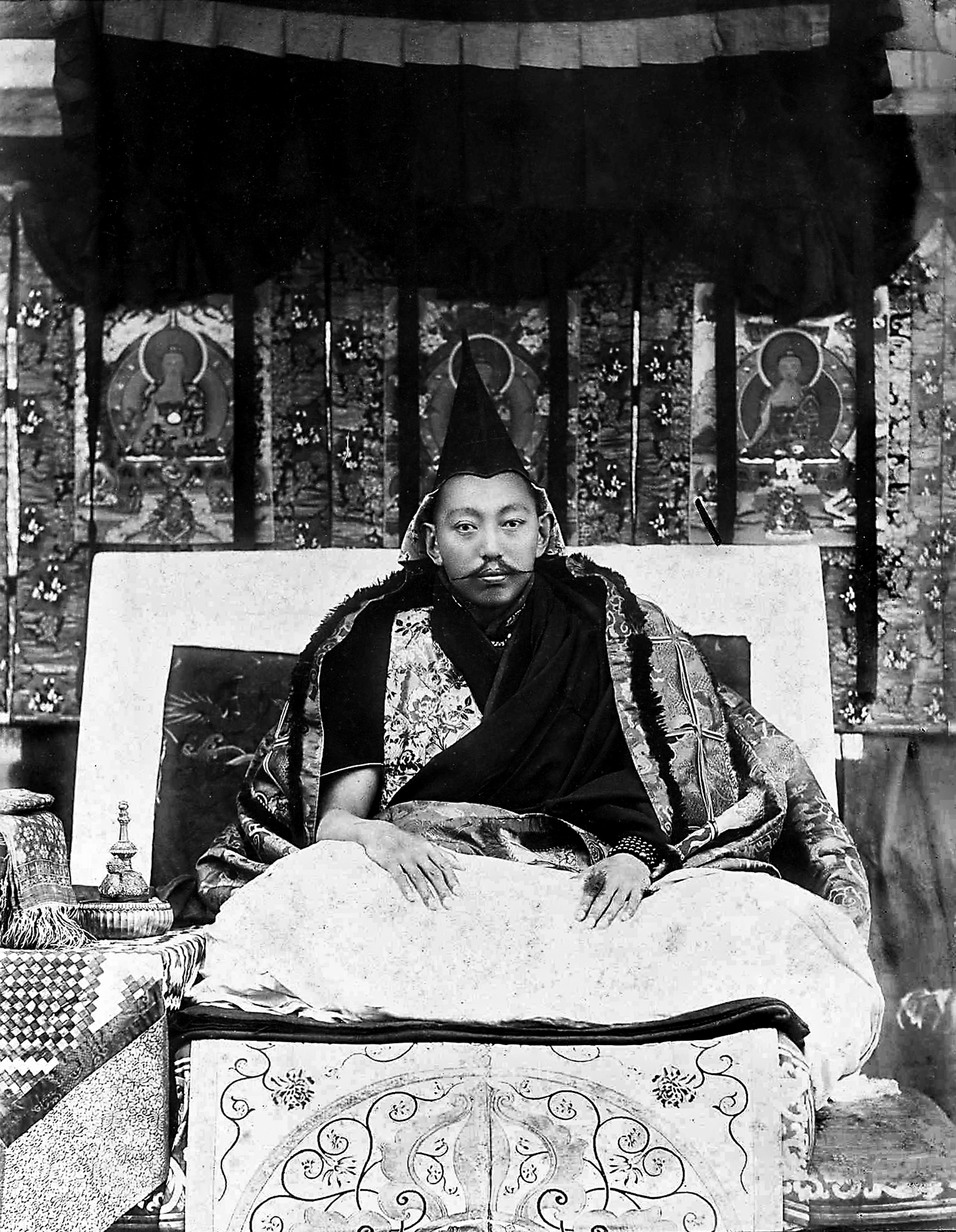
Thubten Gyatso vers 1910.

L'empire Qing dépêche à Lhassa une armée dont l'amban justifie l'arrivée en affirmant qu'elle a pour mission de sécuriser les routes et le commerce conformément aux traités signés en 1904 et 1906.
Selon Max Oidtmann, il s'agit d'une colonne de secours, partie du Sichuan et conduite par Zhao Erh-Feng, venu à Lhassa pour faire respecter l'accord de 1906[réf. à confirmer].
Selon l'homme politique et historien tibétain en exil K. Dhondup, un des premiers numéros du Journal vernaculaire du Tibet, paru alors que le 13e dalaï-lama était de retour à Lhassa, annonçait en août 1909 l'arrivée de Zhao Erfeng en ces termes : « N'ayez pas peur de l'amban Chao et de son armée. Ils ne feront aucun mal aux Tibétains, mais à d'autres peuples. En y réfléchissant, vous vous souviendrez combien vous vous êtes sentis honteux quand les soldats étrangers sont arrivés à Lhassa et vous ont tyrannisés. Nous devons tous être forts en raison de cela, sinon, notre religion sera détruite ». Cependant, ajoute K. Dhondup, lorsque l’armée chinoise entra dans Lhassa le 12 février 1910, elle tira au hasard dans la ville, blessant et tuant un certain nombre de policiers et de gens. Laurent Deshayes, pour sa part, indique qu'un soulèvement antichinois, orchestré par Ganden, Séra et Drépoung, éclate, qui n'a d'autre effet que d'accélérer l'avancée de l'armée du général Zhong Yin, lequel prend la ville sans grands combats. Yabzhi Punkhang, le chef du tout nouveau bureau des Affaires étrangères, est fait prisonnier et deux de ses fonctionnaires sont tués. Sachant que Zhao a l'intention de le faire prisonnier et souhaitant éviter aux habitants de Lhassa de verser leur sang en le défendant contre les soldats, le dalaï-lama décide de fuir et de nommer un régent pour le remplacer.

### Fuite en Inde (1910)

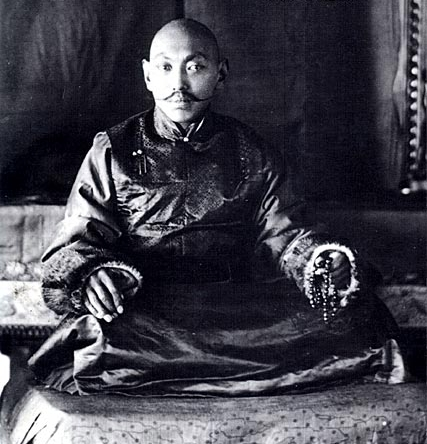
Le 13e dalaï-lama à Darjeeling en 1910

En février 1910, quand l'armée impériale arrive à Lhassa contre la volonté des Tibétains,, le dalaï-lama, accompagné de membres de son gouvernement et protégé avec un détachement de cavaliers, s'enfuit, cette fois-ci en Inde britannique, son ancien ennemi. Grâce aux combats d'arrière-garde menés par le jeune favori Namgang (le futur général Tsarong Dzasa) à Jagsam, ils arrivent à échapper à leurs poursuivants en traversant Dromo dans la vallée de Chumbi et atteignent le Sikkim par le col de Jelep La (en). Le 25 février, les Chinois non seulement déposent à nouveau le dalaï-lama en réaction à sa fuite mais aussi le privent de son statut de réincarnation, mesure qui est affichée publiquement à Lhassa. Un gouvernement tibétain prochinois est constitué, qui est reconnu par les Anglais soucieux d'éviter une confrontation avec l'empire mandchou. Les démarches faites par le dalaï-lama pour obtenir l'intervention des puissances étrangères (Grande-Bretagne, France, Russie et Japon) sont restées lettre morte.

### Deuxième exil

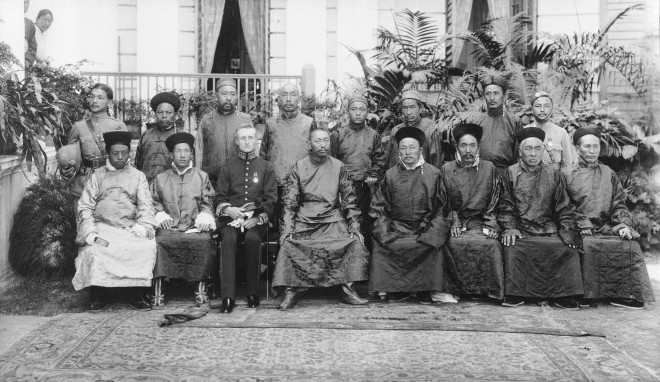
Sonam Wangfel Laden en haut à gauche, au premier rang, Sidkéong Tulku Namgyal, Charles Bell et Thubten Gyatso

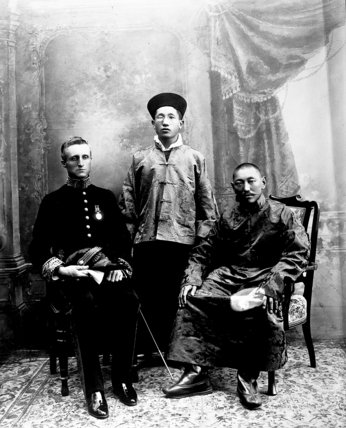
Thubten Gyatso (à droite), Charles Bell (à gauche) et Sidkéong Tulku Namgyal (debout) en mars 1910, à Calcutta.

Après sa fuite en Inde, le dalaï-lama s'installe à Darjeeling. Sonam Wangfel Laden (Laden La), un Sikkimais qui parle anglais et tibétain et sert d'agent de liaison avec les Britanniques, organise la rencontre du dalaï-lama avec lord Minto, le vice-roi des Indes, et son séjour à Darjeeling. Londres, qui exige qu'il cantonne son action aux seules affaires religieuses, s'oppose à son déplacement en Russie.
Thubten Gyatso noue des liens d'amitié avec l'agent politique tibétophone du gouvernement britannique au Sikkim, Charles Bell, qui lui rend visite quasiment chaque semaine durant les trois ou quatre premiers mois. Bell brosse le portrait suivant du monarque alors âgé de 34 ans : il a le teint sombre, le visage marqué légèrement par la variole, les oreilles grandes et bien plantées, les yeux proéminents, d'un brun sombre, les sourcils relevés, le nez petit et légèrement aquilin, des mains petites et soignées. Sa morphologie et ses traits reflètent l'humilité de ses origines mais il se meut et parle avec la dignité naturelle propre à sa race,.
Alexandra David-Néel accompagnée de son interprète Lama Kazi Dawa Samdup rencontre le 13e dalaï-lama à Kalimpong. Elle est reçue en audience le 15 avril 1912. Le dalaï-lama lui conseille fortement d'apprendre le tibétain, un avis qu'elle suivra. Elle reçoit sa bénédiction (comme elle demande à ne pas s'agenouiller devant lui, on convient qu'elle n'aura qu'à incliner la tête pour se faire bénir), puis le dalaï-lama engage le dialogue, lui demandant comment elle est devenue bouddhiste. Alexandra provoquera son hilarité en affirmant être la seule bouddhiste de Paris, et son étonnement en lui apprenant que le Gyatcher Rolpa, un livre tibétain sacré, a été traduit par Philippe-Édouard Foucaux, un professeur au Collège de France. Elle demande nombre d'explications complémentaires que le dalaï-lama s'efforce de lui fournir, lui promettant de répondre à toutes ses questions par écrit.
Pendant les trois années que dure son exil, Thubten Gyatso s'instruit énormément en matière politique, ses vues sur le monde s'élargissent et il échafaude une nouvelle vision du Tibet,. Pendant son séjour, il se met secrètement en rapport avec la résistance tibétaine intérieure et prépare une insurrection.

### Proclamation de la république chinoise à Lhassa (1912)
En octobre 1911, les Chinois se soulèvent contre la dynastie Qing et en février 1912, Yuan Shikai devient président de la république de Chine. Les garnisons mandchoues sont massacrées dans les provinces révoltées. À l'annonce de la Révolution chinoise de 1911, les soldats de la garnison de Lhassa se soulèvent, arrêtent l'amban Lian Yu et appellent les autres troupes disséminées dans le Tibet à gagner Lhassa. Le général Zhong Yin prend la tête du mouvement. Un conseil représentatif provisoire assume le pouvoir et une constitution est élaborée. La république chinoise est proclamée à Lhassa le 7 mars 1912.

### Combats et règlements de comptes à Lhassa
La chute de la dynastie mandchoue est un heureux coup du sort dont le dalaï-lama tire parti immédiatement. Il crée, en secret, un ministère de la guerre et met sur pied une force armée pour reprendre le pouvoir,. Sous la conduite de Dasang Damdul Tsarong, nommé commandant en chef (chida) et envoyé depuis l'Inde par le dalaï-lama, des volontaires tibétains prennent Shigatsé et Nadong, avant de gagner Lhassa, désormais divisée en une partie nord tenue par les Tibétains et une partie sud tenue par les Chinois. Les combats forcent Zhong à se retrancher au monastère de Tengyéling, transformé en forteresse et dont les moines lui sont favorables. Les monastères, qui sont entrés en rébellion, demandent le départ immédiat de tous les ressortissants chinois. En Chine, Canton, les provinces du Hubei et du Yunnan proposent d'envoyer des troupes au Tibet, ce qui amène Londres à avertir Pékin que la question tibétaine pèsera lourd dans la reconnaissance officielle de la nouvelle république. Les troupes de secours ne dépasseront pas le Mékong.
Entre-temps, chez les dirigeants tibétains, l'heure est sombre. Le ministre Tsarong Wangtchoug Gyelpo, soupçonné d'être favorable aux Chinois bien qu'ayant la confiance du dalaï-lama – il avait participé à la convention commerciale (Trade Regulation Agreement) entre la Grande-Bretagne, la Chine et le Tibet en 1908 à Calcutta –, est victime d'un complot. Alors qu'il participe à une réunion de haut niveau au Potala, il est arrêté, traîné dans les grands escaliers de pierre et décapité. Son fils, amené sur les lieux voir la tête de son père, est décapité à son tour. Plusieurs autres hauts responsables sont également exécutés : Karung Tsashagpa, secrétaire du Cabinet ; Phunrabpa, secrétaire général ; Mondhong, le trésorier.
Finalement, le vice-roi des Indes, Charles Hardinge, envoie Sonam Wangfel Laden négocier un cessez-le-feu et différents accords. En avril, après s'être rendus, trois mille soldats chinois et leurs officiers sont autorisés à quitter le Tibet pour l'Inde. Nombreux sont ceux qui se perdent en route ou qui meurent de faim ou de froid.

### Retour au pouvoir et «épuration»
Au cours de l’été 1912, à Phari-Dzong, le 13e dalaï-lama rencontre Agvan Dorjiev, lequel l’accompagne au monastère de Samding, avant le retour du hiérarque, en janvier 1913, à Lhassa. Selon Jean Dif, le treizième apporte, dans ses bagages, une baignoire, la première à être introduite au Tibet.
« L'épuration commence » (Laurent Deshayes). Vers 1913, les compagnes tibétaines des soldats chinois laissées pour compte sont lapidées ou mutilées, celles qui ont pu fuir échouent lamentablement à Calcutta. En 1914, le monastère de Tengyeling est démoli pour collusion avec les Chinois et le général Zhao Erfeng,. Les traîtres sont bannis et les moines restants répartis entre différents monastères. Il sera plus tard transformé en école de médecine et d'astrologie tibétaine.
Selon l'histoirien russe Alexander Andreyev, le 13e dalaï-lama va désormais exercer une autorité politique qui n'avait pas été vue depuis le règne du 5e dalaï-lama.

### Fin de la relation prêtre-protecteur ou proclamation d'indépendance du Tibet?
Le 14 février 1913, vingt-deux jours après son retour à Lhassa, le dalaï-lama émet, à l'intention de ses fonctionnaires et de ses sujets, une proclamation réaffirmant unilatéralement son pouvoir absolu sur le Tibet. Ayant reçu une lettre de Yuan Shikai s'excusant des exactions commises par les forces chinoises et souhaitant restaurer le rôle du dalaï-lama, celui-ci répond qu'il ne demande aucun titre du gouvernement chinois car il entend exercer seul son pouvoir spirituel et temporel au Tibet. Cette proclamation et cette lettre furent considérées alors par les Tibétains comme constituant une déclaration officielle d'indépendance du Tibet,,,.
Pour Laurent Deshayes, le dalaï-lama s'adresse à tous les Tibétains, de l'Amdo au Ngari Korsum, c'est-à-dire au Tibet ethnique et culturel, et non pas à une « nation », car les populations vivant sur les marges du plateau tibétain sont très hétérogènes.
Pour Bradley Mayhew et Michael Kohn, la déclaration de l'indépendance ne l'est que dans l'esprit.
Pour la tibétologue Fabienne Jagou, le dalaï-lama déclare officiellement que les relations sino-tibétaine basées sur la relation prêtre-protecteur (Chö-yon) existant depuis le XVIIe siècle entre le 5e dalaï-lama et l'empereur mandchou, sont rompues depuis que l'armée impériale a envahi le Tibet en 1910. De même, pour la tibétologue Françoise Robin, le 13e dalaï-lama proclame la rupture des liens de suzerain à vassal qu'entretenaient la Chine mandchoue et le Tibet, du fait qu'une république chinoise avait remplacé le régime dynastique bouddhique des Mandchous.
Pour l'anthropologue Melvyn Goldstein, étant donné l'idéologie politique régnant à l'époque au Tibet, la proclamation et la réponse à la lettre de Yuan Shikai ne constituent pas à proprement parler une « déclaration d'indépendance » au sens où les Occidentaux entendent cette expression. Ces documents indiquent toutefois le désir de liberté du dalaï-lama ainsi que son intention de régner sans se prévaloir des titres qui lui ont été conférés par la Chine et sans ingérence de celle-ci.
Pour Alfred P. Rubin, un expert américain en droit international, les déclarations d'indépendance du Tibet n'étaient aucunement des déclarations politico-juridiques mais simplement l'affirmation par le 13e dalaï-lama que la relation prêtre-protecteur (mchod-yon) entre les dalaï-lamas et les empereurs chinois s'était éteinte du fait de la fin de l'empire.
Pour l'écrivain Patrick French, il s'agit de l'équivalent d'une déclaration d'indépendance.
Le 11 janvier 1913, le Tibet et la Mongolie signent un traité bilatéral à Urga, reconnaissant mutuellement leur indépendance,. Selon Charles Bell, le Kashag et le 13e dalaï-lama n'ont jamais reconnu cet accord,. Toujours selon Bell, la communauté internationale n'a pas reconnu l'indépendance de la Mongolie, ni celle du Tibet. Selon Barry Sautman, la Mongolie n'était pas reconnue en tant qu'État en 1913. Elle avait proclamé son indépendance fin 1911 alors que de nombreux territoires et provinces de Chine faisaient sécession à la suite de la chute de la dynastie des Qing. La Mongolie ne fut reconnue que des décennies plus tard par la Russie et la Chine. Le Tibet et la Mongolie en 1913 n'étant pas reconnus comme États par les autres États, le fait pour l'un et l'autre de se reconnaître mutuellement n'a guère d'importance.
Selon Robert Sloane, de 1913 à 1950, le Tibet fonctionne de facto comme un État indépendant.

### La Convention de Simla (1913-1914)

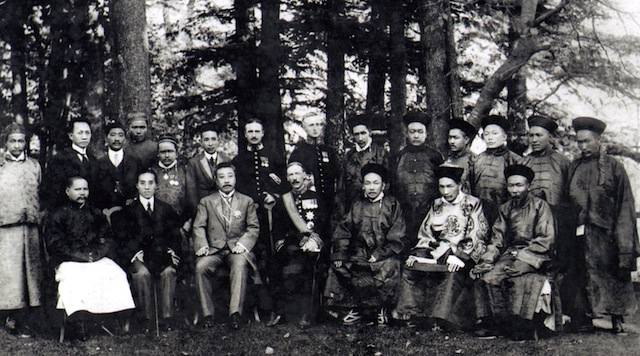
Conférence de Simla, octobre 1913. Derrière, debout, à sa gauche Archibald Rose et à sa droite Charles Bell. Assis, de gauche à droite : Wangchuk Tsering, les délégués chinois B. D. Bruce, Ivan Chen, sir McMahon, les délégués tibétains Longchen Shatra, Trimon et Tenpa Dhargay (dronyer-chenmo)

Le dalaï-lama se donne pour but de définir le statut international du Tibet et donc de normaliser ses relations avec la Chine. Il insista auprès des Britanniques pour organiser une conférence tripartite avec la Chine, dont ils seraient les médiateurs. Les Britanniques prirent la requête en considération, car les troupes mandchoues avaient menacé la frontière de leur empire colonial.
Le dalaï-lama choisit pour le représenter Paljor Dorje Shatra, son premier ministre expérimenté. Il est assisté de Trimon qui rassembla des documents originaux précis sur le statut légal du Tibet, en particulier sur ses frontières occidentales, vus et signés par sir Henry McMahon, le plénipotentiaire britannique assisté de Charles Bell. Le dalaï-lama donna quatre instructions à Shatra : (1) Le Tibet gère ses affaires intérieures ; (2) ses relations extérieures seront menées en consultation avec les Britanniques ; (3) Il n'y aura aucun amban ni représentant officiel de la Chine au Tibet ; (4) Le territoire tibétain s'étend à l'est jusqu'à Dartsedo et au nord-est jusqu'au lac Kokonor.
Le premier jour, Shatra ajouta à ces points la reconnaissance de l'indépendance du Tibet et du dalaï-lama comme chef politique et spirituel du Tibet. Il demanda aussi que le Tibet comprenne les régions tibétophones du Kham et de l'Amdo, et l'invalidation des conventions de 1906 et 1908 car le Tibet n'y était pas partie prenante. Une indemnisation fut demandée à la Chine pour les destructions à Lhassa et dans le Kham lors de l'invasion de Chao Erfeng.
La position de la Chine est diamétralement opposée. L'émissaire chinois Ivan Chen prétendait que le Tibet était une partie de la Chine, depuis la conquête de Gengis Khan, ce qui avait été confirmé par l'acceptation de titres octroyés par l’empereur mandchou Shunzhi au 5e dalaï-lama. De plus, les Tibétains avaient plusieurs fois sollicité l'aide des Mandchous, laquelle fut accordée à chaque fois par l'empereur, citant les invasions dzoungares et gourkhas. Au sujet de Chao Erfeng, son gouvernement avait agi conformément au traité de 1908, en envoyant des troupes pour protéger les comptoirs commerciaux. Il ajouta comme « preuve » de l'appartenance du Tibet à la Chine le paiement par cette dernière de la compensation prévue par le traité de 1904. Il revendiqua une escorte de 2 600 hommes pour l'amban afin de contrôler les affaires intérieures et extérieures du Tibet. Pour lui, le statut du Tibet devait répondre à l'accord de 1906, et la frontière sino-tibétaine être fixée à Gyama, à cent cinquante miles à l'est de Lhassa.
Le délégué tibétain réfuta la position de la Chine point par point, documents sur les taxes à l'appui concernant les frontières, et expliquant que le Tibet n'avait pas demandé à la Chine de payer la compensation liée au traité de 1904, et qu'il n'en avait pas été informé. Pris entre deux positions opposées, McMahon proposa pour être « juste entre les deux parties » de diviser le Tibet en « Tibet extérieur », correspondant au Tibet central et occidental et « Tibet intérieur », correspondant à l'Amdo et à une partie du Kham. Le « Tibet extérieur » devait être autonome, la Chine ne devant interférer ni avec son administration ni dans la sélection du dalaï-lama, et n'y avoir aucune troupe ni amban. Shatra accepta la proposition, mais le délégué chinois s'engagea dans une manœuvre dilatoire, laissant le temps aux délégués tibétains et britanniques de discuter de leurs frontières. La Chine ne participa pas à cette partie de la négociation menée par McMahon et Shatra, laquelle déboucha sur la ligne McMahon qui fut fixée le 24 mars 1914.
Un projet de convention fut paraphé le 27 avril 1914. Bien qu'Ivan Chen eût paraphé ce projet, il reçut l'ordre de ne pas signer le document final. En conséquence, la Grande-Bretagne et Tibet signèrent la convention le 3 juillet 1914.

### Réformes à partir de 1912
Le dalaï-lama a beaucoup appris durant son exil en Inde et en Chine. À ses contacts amicaux avec Charles Bell, l'officier de liaison britannique pour le Sikkim, le Tibet et le Bhoutan, il doit sa connaissance du monde occidental. Dès 1913, il engage des réformes pour moderniser le Tibet et éliminer certaines caractéristiques oppressives du système monastique.

#### Interdiction des châtiments physiques
Après son retour de l'exil, dans sa proclamation d'indépendance, le 13e dalaï-lama annonce l'interdiction des amputations de membres. La déclaration est tout à fait précise : « Divers châtiments physiques sont interdits : ainsi, l’amputation de membres était pratiquée en guise de punition. Dorénavant, des traitements aussi sévères sont interdits ». Des exemplaires de la proclamation sont envoyés dans tout le Tibet et doivent être gardés dans le bureau de chaque district.

#### Religion bouddhiste
Le dalaï-lama entreprend une série de réformes de la communauté religieuse. L'administration des monastères est confiée davantage à des administrateurs laïcs. La discipline est renforcée.

#### Administration
Lors de son séjour en Inde, Thubten Gyatso a organisé un ministère de la Défense et un ministère des Affaires étrangères. Il considère qu'il est préférable de s'entourer de collaborateurs de valeur pour édifier un Tibet moderne, plutôt que de choisir des représentants dans les grandes familles tibétaines.

### Campagne de modernisation
Pour Helen R. Boyd, le 13e dalaï-lama reconnaissait l'importance de la modernité. Ses différents voyages (en Mongolie, en Chine et en Inde) lui firent prendre conscience des évolutions politiques et technologiques du monde et du retard du Tibet. Entouré de dévoués fonctionnaires et de Dasang Dradul Tsarong, il décida d'engager des réformes politiques et sociales,. Pour Laurent Deshayes, la figure de proue du mouvement moderniste est Tsarong. Celui-ci, qui porte l'uniforme de l'armée anglo-indienne, rêve de routes carrossables, de lignes télégraphiques et même d'une flotte fluviatile. L'armée est, à ses yeux, la clé de voûte de la modernisation et la garante du territoire.

#### Mesures

##### Les quatre Tibétains de Rugby

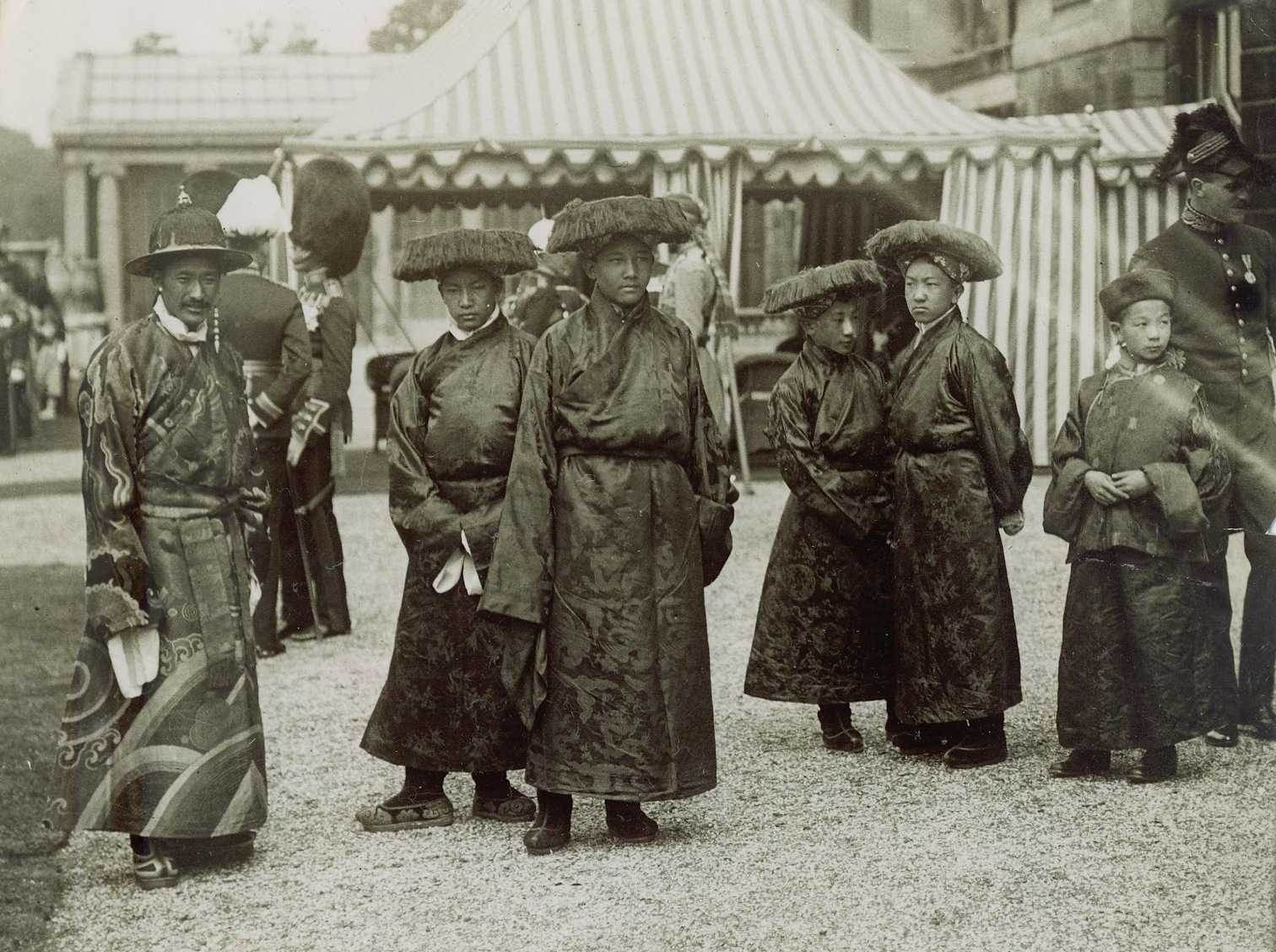
Lungshar, Möndro, Ringang, Kyibu II et Gongkar au palais de Buckingham le 28 juin 1913 après avoir été reçus en audience par le roi George V

En 1912, le 13e dalaï-lama envoie quatre garçons des familles aristocratiques tibétaines pour recevoir une instruction à l'École de Rugby en Angleterre. Ils y reçoivent une formation scientifique ou technique afin de constituer une avant-garde de modernisateurs, une fois rentrés au Tibet. Ces étudiants (W. N. Kyipup, K. K. Möndo, S. G. Gokharwa et R. D. Ringang), sont chapeautés par le conseiller Lungshar.

##### L'école anglaise de Gyantsé

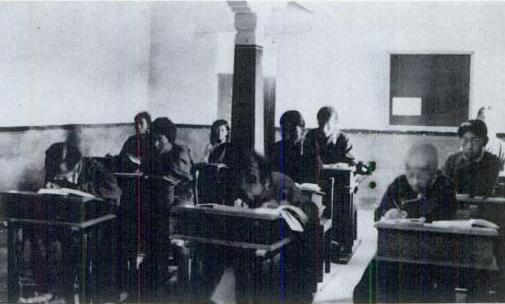
Une classe de l'école anglaise à Gyantsé, 1923-1926

En 1924, un éducateur britannique, Frank Ludlow, inspecteur des écoles en Inde, est invité par le gouvernement tibétain pour fonder une école anglaise à Gyantsé, sur le modèle des grammar schools. L'école ouverte en 1923, est fermée trois ans plus tard en 1926. Ce fut la première école anglaise du Tibet,.

##### Poste tibétaine
En 1913, le dalaï-lama fonde à Lhassa le premier bureau de poste tibétain, lequel prend la suite d'un des cinq bureaux de poste chinois mis en place au Tibet central en 1909 et restés en fonction jusqu'à fin 1911. Une première série de timbres tibétains est émise, à une date que l'on suppose être décembre 1912, en remplacement des timbres impériaux chinois. Toutefois, faute d'une adhésion à l'Union postale internationale, une surtaxe est imposée à la sortie du territoire (c'est-à-dire en Inde).

##### Création d'une armée tibétaine moderne

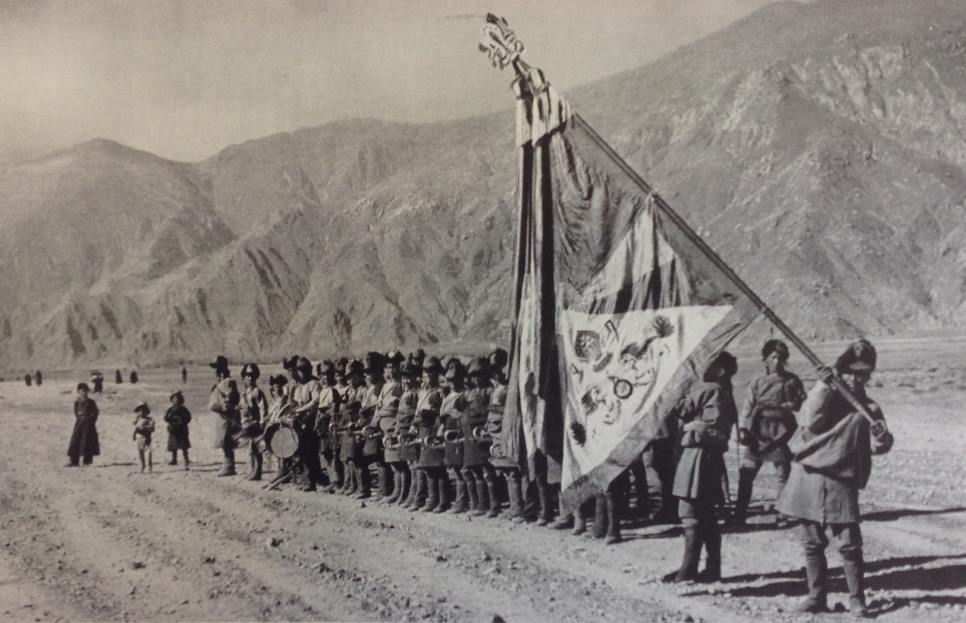
Soldats tibétains du régiment de Drapchi portant un drapeau du Tibet en 1942.

Après son retour au Tibet, le dalaï-lama veut, pour moderniser l'armée du Tibet, recruter un homme par famille, créer des centres d'entrainement autour de Lhassa et acheter des armes. Il demande aux Britanniques de lui fournir des armes, des uniformes et des instructeurs pour former une armée tibétaine moderne. En 1914, il entreprend de moderniser l’armée tibétaine en augmentant les forces militaires et en organisant leur entraînement. Il confirme sa décision, prise en exil, de créer un haut commandement, dont il confie la direction à Dasang Dradul Tsarong. On doit au dalaï-lama la création du drapeau du Tibet à partir des différents drapeaux des armées des frontières. Entre 1914 et 1917, Yajima Yasujiro, un commerçant et ancien militaire japonais qui séjourna à Lhassa dans les années 1910, est engagé par Tsarong en tant qu'instructeur de 200 soldats tibétains. Il supervise la construction d'une caserne de conception japonaise pour les Kusoung Magar, les gardes du corps du dalaï-lama, avant de rentrer au Japon en 1920.
Selon Gyeten Namgyal, un tailleur de Lhassa, les divisions de l'armée tibétaine possédaient chacune leur bannière, mais il n'existait pas de drapeau national tibétain. Le 13e dalaï-lama dessina un projet, annoté afin d'en expliquer le symbolisme lié aux lions des neiges, à l'épée de la sagesse et aux bannières de la victoire. Plusieurs prototypes furent réalisés, et l'un fut approuvé. De nouveaux uniformes et drapeaux militaires conçus et approuvés par le dalaï-lama furent fabriqués à l'hiver 1916.
Dans les années 1920, des instructeurs soigneusement sélectionnés sont formés par des officiers britanniques et indiens au Tibet occidental. En outre, des militaires sont envoyés en Inde pour y étudier le maniement de l'artillerie lourde et des mitraillettes[réf. à confirmer].
En novembre 1920, Charles Bell, que le dalaï-lama avait depuis longtemps invité à lui rendre visite, est envoyé par son gouvernement à Lhassa, où il restera jusqu'en octobre 1921. Il arrive avec plus de vingt chevaux chargés d'armes. Avec le soutien du dalaï-lama, il obtient de la Tsongdou d'augmenter le nombre de militaires pour obtenir un effectif de 17 000 soldats.

##### Développement de la médecine tibétaine et de la santé publique
Influencé par son médecin personnel et préoccupé par la nécessité d'améliorer l'accès des Tibétains aux soins de santé, le dalaï-Lama prend des mesures pour préserver la médecine tibétaine traditionnelle en nommant des moines de différents monastères à cette tâche et en créant un deuxième collège médical à Lhassa, l'Institut de médecine et d'astrologie tibétaine ou Mentsikhang achevée en 1916. Plus tard, il a ordonné que l'armée tibétaine, les monastères et les familles nobles fournissent des quotas établis pour la formation de nouveaux médecins tibétains. Par exemple, chaque monastère au Tibet devait envoyer deux étudiants étudier au Men-Tsee-Khang, l'un se spécialisant en médecine, et l'autre en astrologie. Ces efforts pour développer la formation ont été accompagnées par des réformes mineures dans la pratique de la médecine afin de fournir un meilleur accès à des soins médicaux à tous les niveaux du système de classe. Une clinique publique, destinée principalement à devenir un centre de formation pour les nouveaux médecins, a été fondée à Lhassa, et pendant environ 15 ans, le gouvernement a organisé des programmes de santé publique pour les femmes et les enfants envoyant des médicaments aux femmes enceintes, aux nouvelles mères et aux bébés dans tout le Tibet. Les rares médecins formés au cours de cette période qui sont encore en vie rapportent que les médecins ont été affectés à des monastères et des communautés dans le besoin, et beaucoup ont reçu un rang gouvernemental.
En 1916, Tekhang Jampa Thupwang demanda au 13e dalaï-lama, dont il était le médecin personnel, l'autorisation de bâtir un collège de médecine et d'astrologie à la place du monastère de Tengyeling détruit. Comprenant les avantages d'une telle institution pour les riches et les pauvres, les aristocrates et les paysans, il vérifia lui-même les blocs d'impression du rGyud-bZhi. Il convoqua Tekhang Jampa Thupwang, lui donna son accord, fondant ainsi le Mentsikhang, et le nomma directeur. Selon Sanderson Beck, le gouvernement tibétain paya les frais des étudiants et fournit gratuitement des médicaments aux pauvres. Le dalaï-lama aurait pris l'initiative, en 1916, de faire ouvrir au sein du Men-Tsee-Khang un hôpital public qui donnait des soins médicaux gratuits. Cette même année, il nomma Khyenrab Norbu directeur du Collège médical de Chakpori et administrateur du Men-Tsee-Khang.
En 1920-21, Khyenrab Norbu fut formé à la mise en place de la vaccination antivariolique par le Dr Robert S. Kennedy,. L'année suivante, l'armée tibétaine à Gyantsé était vaccinée dans ce qui correspondrait à la première initiative biomédicale d'État au Tibet.

##### Fondation de la police à Lhassa
En 1923, il établit un siège principal de police à Lhassa et fait appel au Sikkimais Sonam Wangfel Laden, bras droit de Charles Bell, pour le diriger,.

##### Liaison télégraphique au réseau anglo-indien
En 1925, grâce aux connaissances techniques acquises par Kyibu II, un des quatre jeunes stagiaires militaires envoyés se former en 1913 en Angleterre, une liaison télégraphique est installée à Gyantsé, permettant la connexion au réseau anglo-indien,.

##### Ministère de la monnaie, de l'arsenal et de la production électrique
Dès 1912, le dalaï-lama envisage de créer une monnaie sur papier réservée au Tibet. Afin de permettre cette émission une réserve d'or est constituée pour servir de garantie. En 1925, trois cents lingots d'or sont entreposés dans le Palais du Potala. Les premiers billet sont mis en circulation juste après la « déclaration d'indépendance ». Plusieurs imprimeries sont créées.
En 1925, le dalaï-lama confie le ministère gouvernemental regroupant la monnaie, l'arsenal et la production électrique à Thupten Kunphel-la, un moine issu d'une famille d'humbles paysans.
La centrale hydroélectrique de la vallée de Dodé située au nord de Lhassa, est la première centrale hydroélectrique du Tibet. Elle fut créée par Ringang, qui démarra le projet en 1924 et mit en service la centrale en 1927.

##### Véhicules et voie de circulation

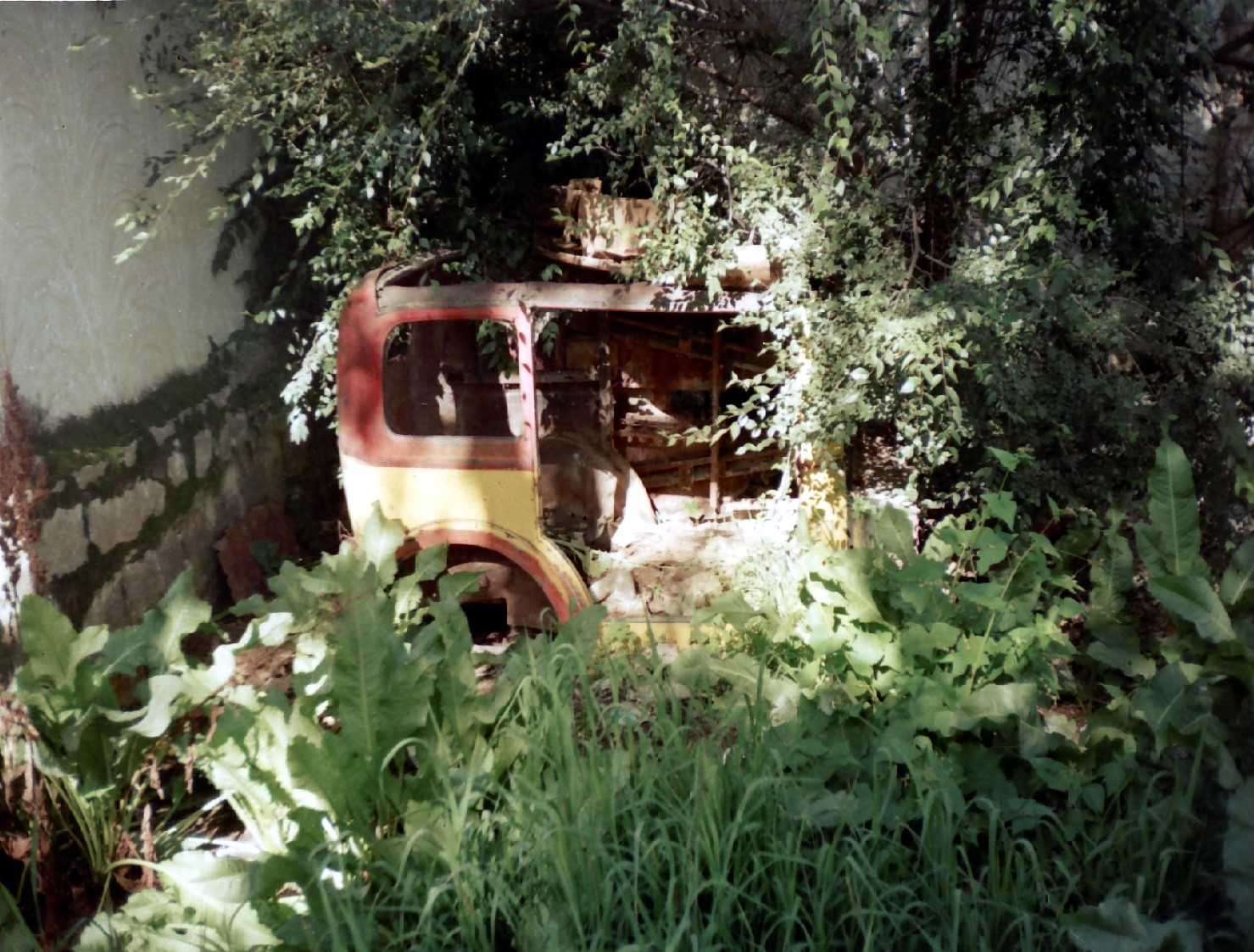
Vestiges de la Baby Austin du 13e dalaï-lama. Lhassa, 1993

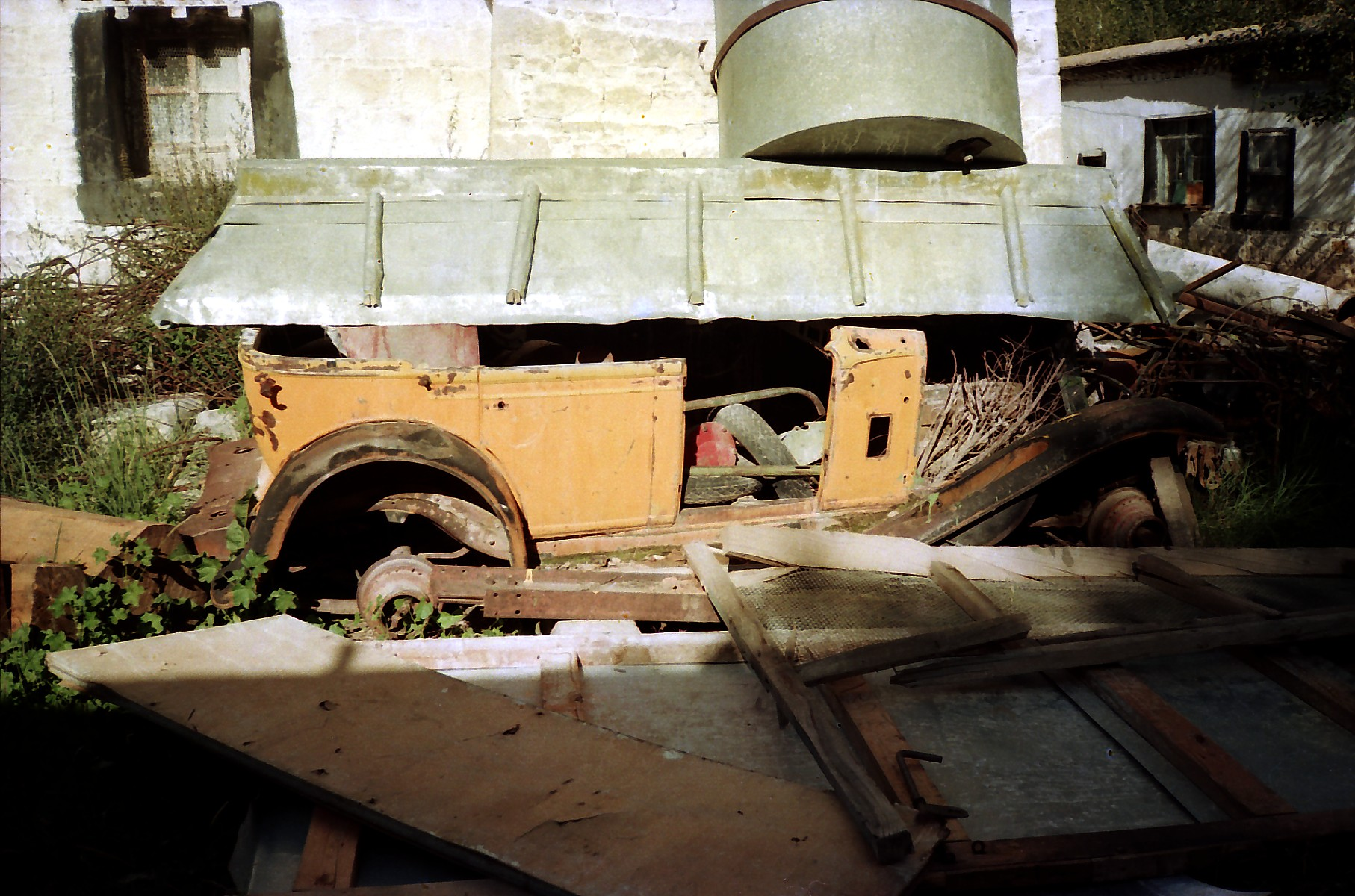
Vestiges de la Dodge du 13e dalaï-lama. Lhassa, 1993

Avec le dalaï-lama, Thupten Kunphel-la est un des deux Tibétains à posséder une voiture, une Austine A40. Pour sa part, le dalaï-lama possède une Austin Baby 1927 et une Dodge orange, qui lui ont été offertes. Une rampe (à présent asphaltée) est aménagée sur la Colline Rouge du Potala pour lui permettre de les utiliser.

Drapeau
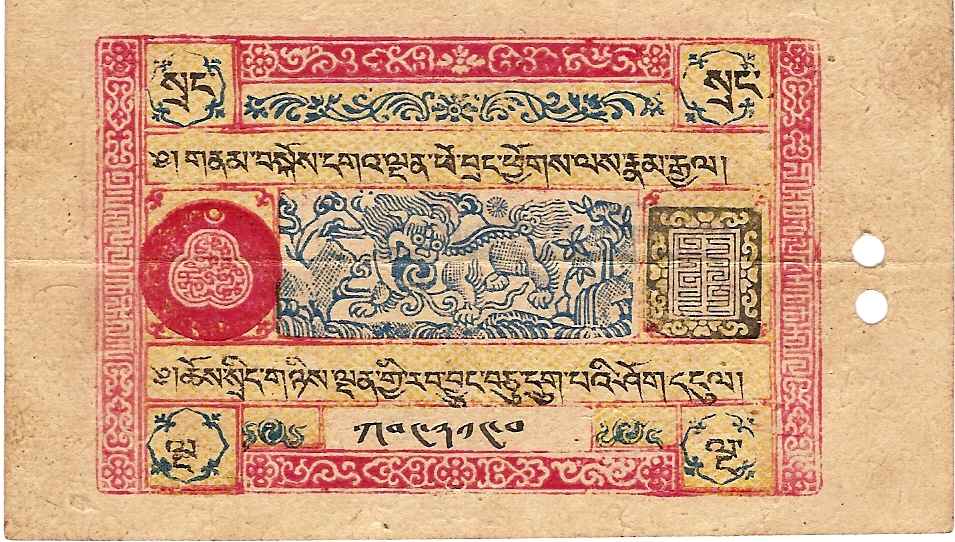
Billet de banque
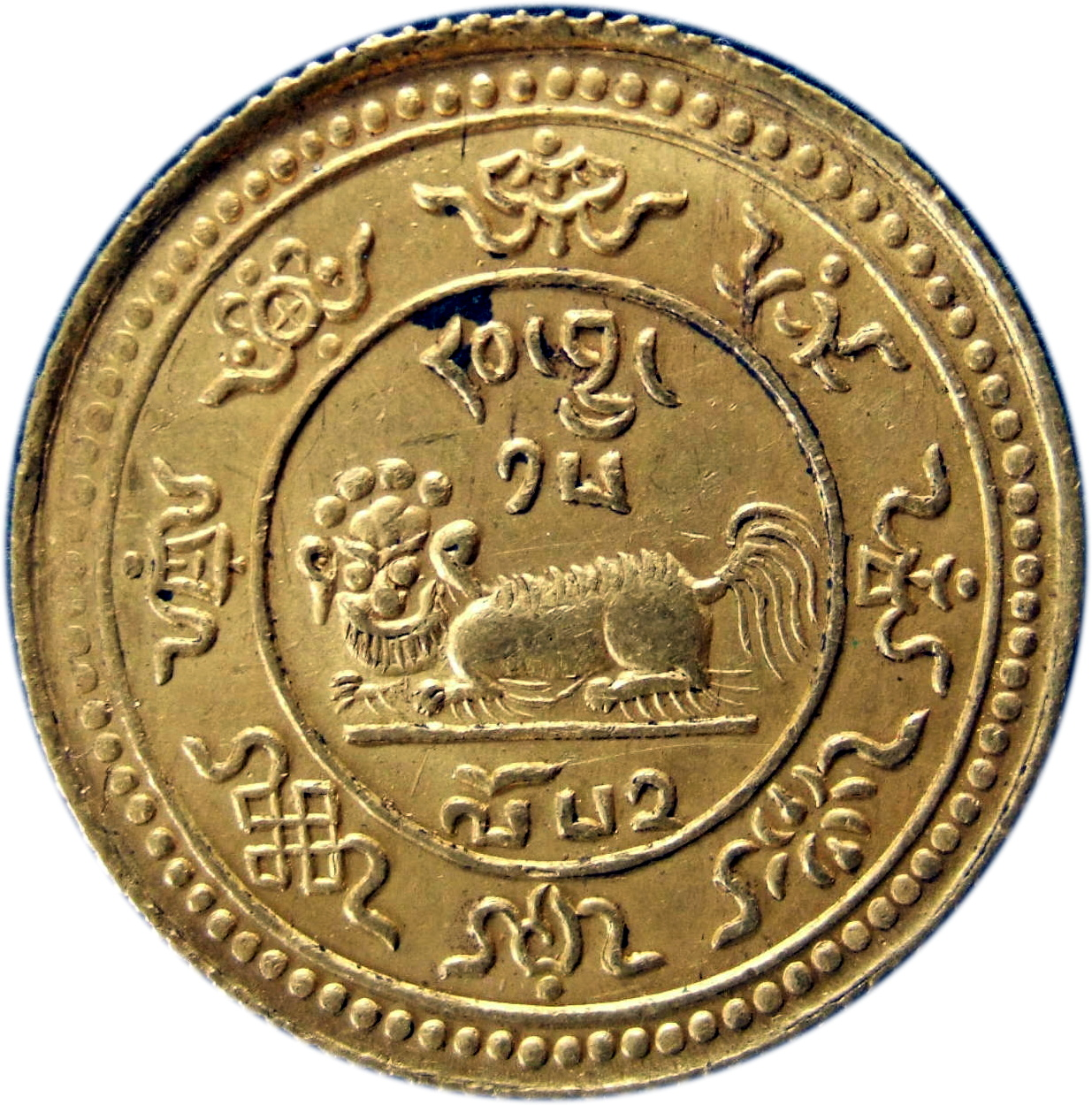
Pièce de monnaie
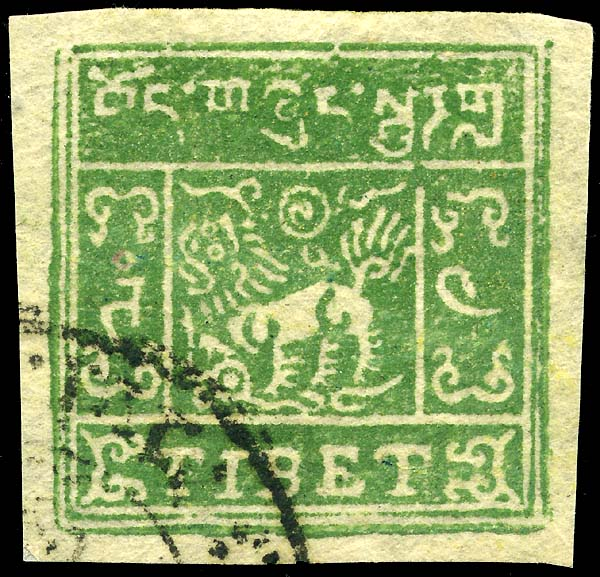
Timbre
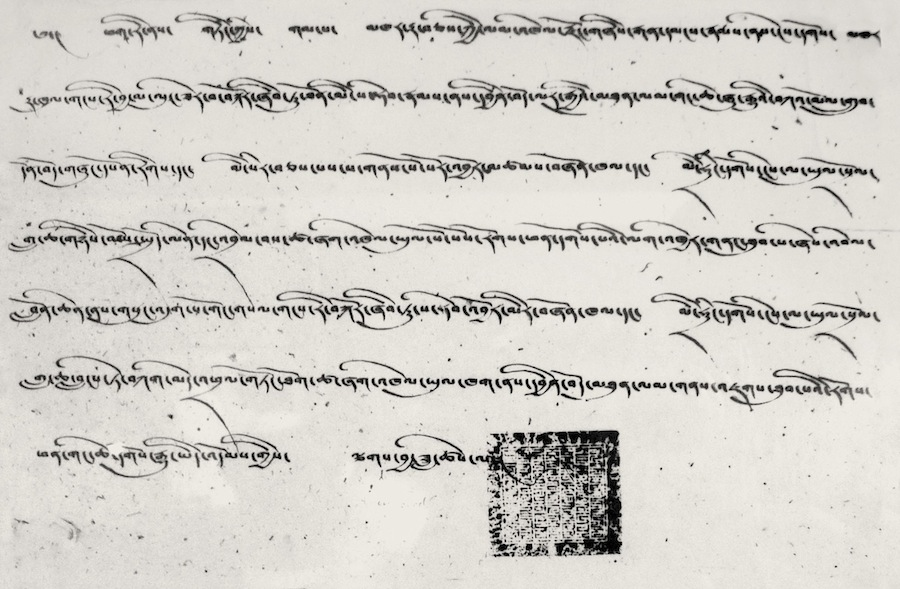
Passeport délivré à Charles Bell pour l'expédition de reconnaissance britannique à l'Everest de 1921, autorisée par le dalaï-lama
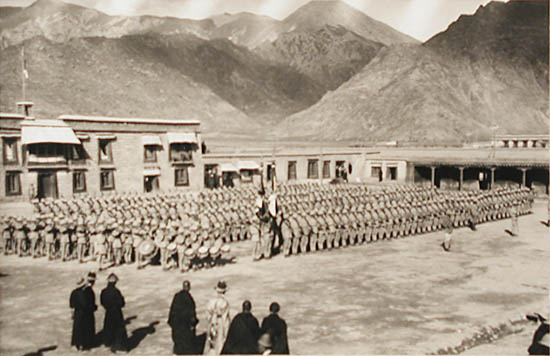
Régiment de Drapchi dans les années 1930

#### Limites
L'historien Pierre Chapoutot voit dans ces innovations (un embryon d’armée, un drapeau, un service postal, une monnaie, une station de radio, une centrale électrique et trois automobiles) « quelques signes très limités de modernisation » dans un pays qui « n'avait pratiquement pas évolué depuis le Moyen Âge »[pertinence contestée]. Pour Laurent Deshayes, le dalaï-lama n'a pas réussi à moderniser son pays : « trois voitures inutilisées, un embryon de réseau électrique et un hôtel des Monnaies sont en 1933 les derniers vestiges de cette volonté d'ouverture ». L'industrie est inexistante alors que le Tibet est riche en ressources minières. Les techniques agricoles sont archaïques (on retourne la terre avec un pieu de bois). Comme il n'y a pas de route, les marchandises sont transportées à dos d'homme comme à dos d'animal.
Les réformes introduites par le 13e dalaï-lama sont affaiblies par lui-même par l'adoption de certaines mesures comme l'octroi au clergé de la possibilité de servir dans le Kashag, la plus haute instance gouvernementale, et ce faisant de faire obstacle à ses projets.
N'étant pas ouvert à une modernisation tous azimuts, le 13e dalaï-lama interdit l'importation de cigarettes, ordonnant au service des douanes de saisir cigarettes et tabac. Il fait interdiction aux fonctionnaires et aux nobles tibétains de porter des vêtements à l'occidentale, notamment lors de réunions ou de cérémonies gouvernementales. L'étalage ostentatoire de richesses et le port de joyaux dispendieux par les dames de la noblesse sont également prohibés.
Alexandra David-Néel, séjournant incognito à Lhassa en 1924, constate la quasi-disparition du numéraire dans les provinces centrales du Tibet : la monnaie nationale, le tranka, « pièce mince en argent, d'un titre très bas », a presque complètement disparu ; le tagmipa, sabot d'argent de 50 taels, « d'usage courant sous les Chinois », n'est plus qu'un mythe ; la monnaie de cuivre fondue par le gouvernement n'a cours que dans la capitale et ses alentours ; les pièces d'or, frappées au « minuscule » hôtel des Monnaies, ne circulent pas ; les billets de banque, une rareté, sont refusés par les commerçants. Les Lhassapas attribuent cette disparition ou cette rareté au paiement des vieux fusils achetés à l'Inde britannique, où à la thésaurisation du gouvernement tibétain.

#### Coup d'arrêt
Selon Melvyn C. Goldstein, la campagne de modernisation inspirée par Tsarong et sa coterie de jeunes aristocrates tibétains – ce qu'il nomme « la faction militaire pro-occidentale » – se heurte à de fortes oppositions. D'une part celle des élites monastiques et aristocratiques, qui possèdent la majeure partie du Tibet sous la forme de domaines féodaux : elles rechignent à payer de nouveaux impôts pour financer la création de l'armée. D'autre part, celle des dirigeants religieux qui voient dans la modernisation un vecteur d'athéisme et de laïcité et un danger pour la domination du bouddhisme et de l'école gélougpa : ils s'efforcent de convaincre le dalaï-lama que les jeunes officiers tibétains sont une menace et pour le bouddhisme tibétain et pour le pouvoir et l'autorité de son chef.
Au milieu des années 1920, le dalaï-lama vide le programme de modernisation de l'essentiel de sa substance en destituant les officiers pro-modernisation et en fermant l'école anglaise. Melvyn Goldstein donne comme élément déclencheur, un incident, survenu en 1924, « qui renversa à nouveau le cours de l'évolution politique du Tibet et déboucha sur la rétrogradation de presque tous les commandants de l'armée y compris de Tsarong, et mit un terme au programme, à peine engagé, de modernisation du Tibet ». Une rixe entre soldats et des membres du nouveau corps de policiers à Lhassa fait une victime, un policier. Sur l'ordre de Tsarong, le commandant en chef de l'armée, le meurtrier est amputé de la jambe et meurt le lendemain, son complice a l'oreille coupée. Tête et jambe sont exposées à l'entrée du marché Tromzikhang (en) à Lhassa. Comme le dalaï-lama a interdit les châtiments corporels, Tsarong est démis de toutes ses fonctions, et remplacé à la tête de l'armée par Dorjé Tsegyal Lungshar.
De même, l'initiative de créer une force de police à Lhassa échoue en raison de l'opposition des lamas qui y voient un empiètement de leur prérogative du maintien de la paix. Selon Jiawei Wang et Nyima Gyaincain, le Sikkimais Sonam Wangfel Laden est prié de retourner en Inde, on démet tous les officiers de police pour ne conserver que cinquante agents de police, placés sous la direction du maire de Lhassa.
La tentative de bâtir une armée forte et bien formée est un échec, non seulement en raison d'oppositions domestiques mais aussi parce que les Britanniques refusent de fournir des armes efficaces et en quantité suffisante.
Voyant dans l'école anglaise de Gyantsé l'intrusion de valeurs étrangères remettant en cause leur monopole sur l'éducation de la jeunesse et craignant que son succès ne réduise le nombre de recrues, les monastères font pression pour que la grammar school tibétaine ferme et, en 1926, « le dernier symbole du partenariat britannique disparaît ». Désormais, il n'y a plus de programme d'enseignement de l'anglais au Tibet.
Selon Jiawei Wang et Nyima Gyaincain, pour montrer sa détermination, il fait même démolir la villa de style occidental que les Britanniques lui avaient construite dans le parc de Norbulingka.
Pour Laurent Deshayes, en 1925, le mouvement militariste a échoué, perdant son inspirateur, et le courant anglophile est lui aussi décapité. La rupture du dalaï-lama avec la Grande-Bretagne est consommée et « le mouvement d'ouverture va céder la place au repli ».

### «Le temps des favoris» (1924-1933)

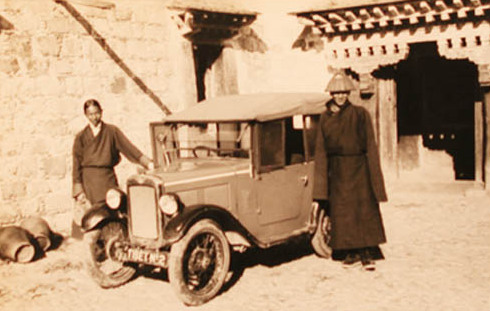
Yuthok Tashi Dhondup et Kunphéla avec l'Austin Baby 1927 du dalaï-lama, Mission britannique à Lhassa, 19 septembre 1933.

Après la discontinuation du programme de modernisation, Thubten Gyatso n'écoute plus guère les avis de son cabinet ni ceux de l'Assemblée. Il s'entoure d'ambitieux, c'est « le temps des favoris » pour reprendre l'expression de Laurent Deshayes. Son neveu, Langdun Kunga Wangtchoug, devient premier ministre en 1926. Âgé de 19 ans à peine, il n'a aucune expérience en matière politique si bien que le Tibet se retrouve sans dirigeant compétent.
À la fin des années 1920, Thubten Gyatso fait construire, pour sa garde personnelle (en tibétain Ku-sung Magar), une caserne à proximité immédiate du palais d'été de Norbulingka. Le complexe s'ordonne symétriquement de part et d'autre d'un axe central. Au sud, un bâtiment tout en longueur sert de dortoir aux soldats assurant la sécurité du pontife. Deux édifices plus petits, qui servent de logis aux officiers et d'armureries, flanquent un bâtiment central édifié devant une des portes d'entrée du Norbulingka : le Magar Podrang (« le palais de l'armée »), auquel on accède par deux escaliers encadrant un portique en bois.
Le moine Kunphéla devient le rival du ministre laïc Tsarong et du secrétaire aux finances Lungshar. Tsarong, a qui le 13e dalaï-lama a confié la direction de l'armée en 1929, est démis de ses fonctions militaires en 1931 et remplacé par Kunphéla, désormais à la tête du Drabshi Lékhoung, le service rassemblant l'arsenal, la centrale hydro-électrique et l'Hôtel de la Monnaie. Au faîte de son ascension au pouvoir, Kunphéla crée, en 1932, le Drongdrag Maggar, un régiment d'apparat privé, fort de 1 000 hommes issus de la noblesse.

### La Guerre sino-tibétaine et la guerre Qinghai-Tibet
En 1928, la clique des Ma s'empare de tout le Qinghai et chasse les tibétains. En 1930, éclate la guerre sino-tibétaine où l'armée tibétaine envahit la province frontalière du Xikang. Thubten Gyatso reçoit Liu Manqing, une Tibétaine née à Lhassa qui serait devenue fonctionnaire du gouvernement nationaliste chinois, le 5 mai à Lhassa et lui déclare, selon Liu, "My greatest wish is for real peace and the unification of China.... With regard to the Xikang incident, please ask the government not to send cruel soldiers to suppress our people. It is better to have a clear-headed official to take over the affairs. I am ready to withdraw my troops at any time. Since this is all Chinese territory, why distinguish between you and us? ... It is not worthwhile to see brothers at odds." (« Mon souhait le plus cher est d'avoir une véritable paix et l’unification de la Chine... En ce qui concerne l’incident de Xikang, veuillez demander au gouvernement de ne pas envoyer d'autres cruels soldats pour réprimer notre peuple. Il est préférable d’avoir un fonctionnaire lucide pour prendre en charge les affaires. Je suis prêt à retirer mes troupes à tout moment. Puisqu’il s’agit du territoire chinois, pourquoi faire la distinction entre vous et nous ? ... Il n’est pas souhaitable de voir des frères se disputer. »).
En 1932, constatant le succès de l'invasion du Xikang et soutenue par les Britanniques, l'armée tibétaine se lance dans la Guerre Qinghai-Tibet et pénètre au Qinghai. Le gouverneur du Qinghai hui Ma Bufang et son armée, aux côtés du général han, Liu Wenhui, défait les armées du dalaï-lama et reprend plusieurs comtés de la province du Xikang,.

### Ses investigations sur la Société des Nations

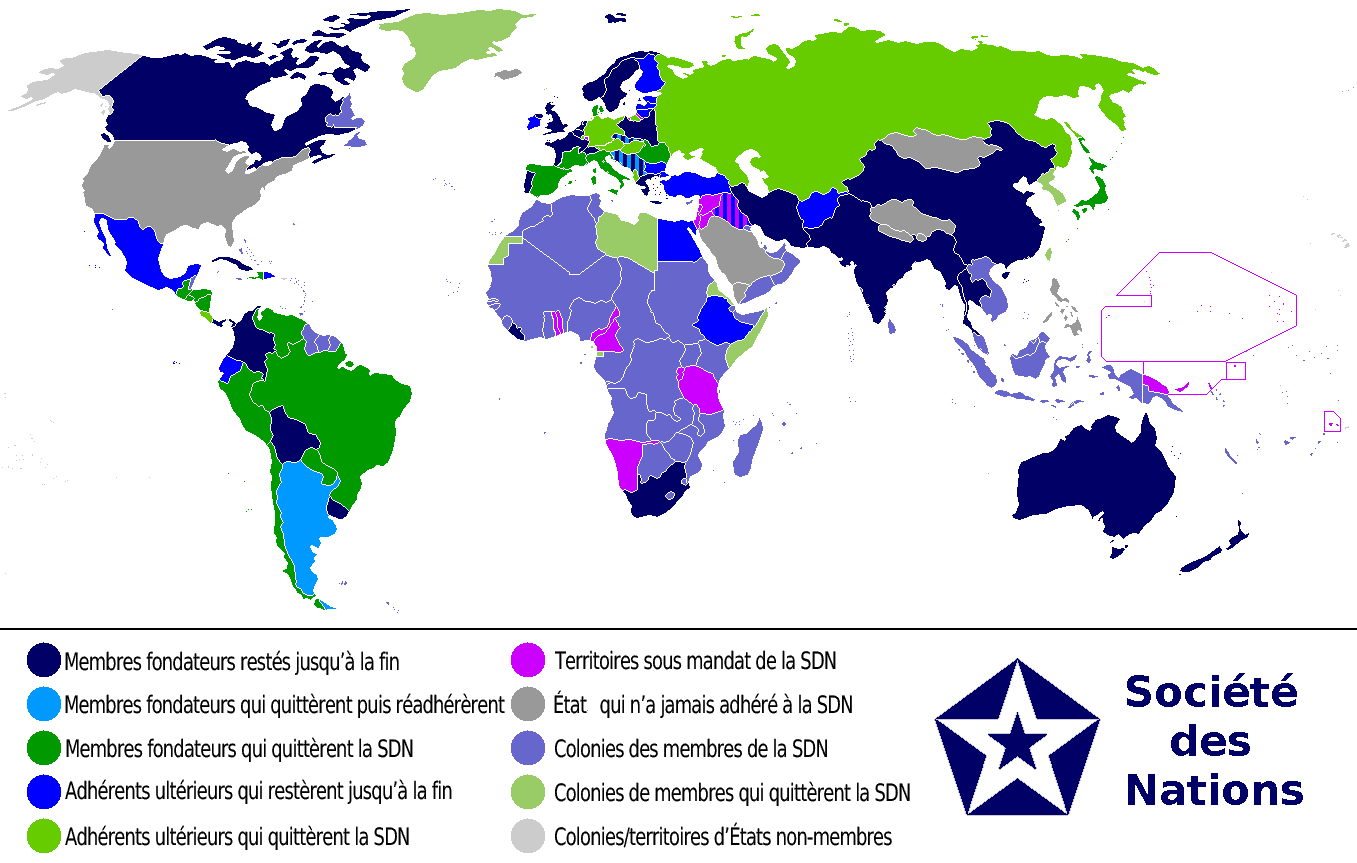
Carte du monde entre 1920 et 1945 montrant la place de la Société des Nations. Le Tibet est un des États n'ayant jamais adhéré à la SdN.

Charles Bell mentionne, dans ses lettres écrites en septembre 1927 et janvier 1928, les efforts des Tibétains pour s’informer au sujet de la SdN, et des possibilités d’y être admis. Selon Tsering Shakya, il semble que le dalaï-lama ait demandé à Sonam Wangyal (Palhese), un Tibétain qui s’était rendu en Angleterre, de se renseigner sur la SdN. Bell lui permit de rencontrer le Dr George Freeland Barbour, un universitaire lié à l’Union de la SdN, un groupe de pression de la SdN,.
Une lettre du dalaï-lama à Palhese montre qu’il était en consultation avec lui et que sa démarche était légitime. Selon Sakya, bien que le Tibet ait joui d'une reconnaissance de facto et du statut d’un État pleinement indépendant à cette époque, des obstacles auraient pu venir de la Russie, du Royaume-Uni et de la Chine. La Chine aurait émis des objections à l’admission du Tibet. L’intérêt du Royaume-Uni était de créer un État tampon et d'isoler l’Inde britannique, une nécessité d’autant plus grande que la révolution russe s’étendait en Asie centrale. Dans le même temps, le Royaume-Uni ne pouvait risquer d'antagoniser la Chine, et tout soutien des Britanniques aurait été perçu par la Russie comme une ingérence,.
Dans sa réponse à Palhese, le Dr Barbour écrit : « Je ne doute guère que le Tibet soit reconnu comme État totalement autonome », et il était certain que le Tibet serait admis à la SdN sans difficulté. Palhese posa quatre questions au Dr Barbour : « La SdN causerait-elle du tort à la religion tibétaine ? » « La SdN essaierait-elle d'obliger le Tibet à harmoniser ses coutumes propres avec celle des autres nations ? » Les autres États membres de la SdN voudraient-ils envoyer des représentants au Tibet ? Et la plus importante : « Si les Chinois menaçaient d’envahir le Tibet, la SdN aiderait-elle le Tibet ? », ajoutant, « si nous ne pouvons être réassurés sur ce point, nous nous serions dépensé pour rien ». Dans sa réponse, le Dr Barbour suggère à Palhese de rencontrer des responsables plus importants, comme Lord Robert Cecil ou le Pr Gilbert Murray. Dans sa réponse aux 2 premières questions, il explique que les différentes nations ont des religions et coutumes diverses, et que la SdN ne se mêlait pas des coutumes internes de ses membres. Concernant la 3e question, il était difficile d’y répondre, car rien dans le pacte de la Société des Nations ne correspondait à ce point. Sur le 4e point, il note que l’article 10 de la convention de la SdN énonce que, : « Les Membres de la Société s’engagent à respecter et à maintenir contre toute agression extérieure l’intégrité territoriale et l’indépendance politique présente de tous les Membres de la Société. En cas d’agression, de menace ou de danger d’agression, le Conseil avise des moyens d’assurer l’exécution de cette obligation ». Il écrivit cependant : « Je pense que si votre pays était menacé, la SdN essaierait certainement de le protéger – mais l'éloignement des frontières de votre pays rendrait probablement impossible l'envoi d'une aide militaire. La question de savoir si une pression morale effective pourrait être exercée sur la Chine est liée à l'avenir incertain de la Chine elle-même et à la nature inconnue du gouvernement ou des gouvernements qu'elle peut avoir dans les années qui viennent. Entre temps, la Chine a été admise au conseil de la SdN, elle s'est donc très clairement engagée à respecter la liberté d'autres États »,.
En décembre 1927, Palhese répond à Balbour qu’il ne fera rien de plus, qu’il va repartir au Tibet en février et qu’il prendra l’avis de Lhassa. Avant son départ, il demande à Charles Bell de rencontrer Gilbert Murray de sa part. Un rendez-vous est pris, mais on ignore s’il a eu lieu. Palhese est parti quelques jours plus tard pour le Tibet.

### Renonciation à demander l'adhésion à la Société des Nations
Selon Tsering Shakya, en 1927, le gouvernement tibétain renonce finalement à faire une demande d'adhésion à la Société des Nations (SdN), pressentant que la communauté internationale ferait pression sur lui pour qu'il mette fin au système politico-religieux (la non-séparation de l'Église et de l'État). Pour Laurent Deshayes, le dalaï-lama n'est plus intéressé à obtenir une reconnaissance internationale, la déclaration d'indépendance lui paraissant suffisante.

### Reconnaissances du6eTaktser Rinpoché et du16ekarmapa
Vers 1925, le 13e dalaï-lama reconnaît Thupten Jigme Norbu, alors âgé de trois ans, comme 6e Taktser Rinpoché
En 1932, Rangjung Rigpe Dorjé reçoit la confirmation de sa reconnaissance et la cérémonie de la coupe de mèche de cheveux du 13e dalaï-lama à Lhassa. Le jeune karmapa ayant enlevé la coiffe qu'il porte, le 13e dalaï-lama s'étonne que l'enfant n'ait pas retiré sa seconde coiffe, que l'assistance ne voit cependant pas. Il avait vu la Coiffe adamantine du karmapa, démontrant sa réalisation spirituelle et l’authenticité du karmapa. Le dalaï-lama écrit pour l'occasion une prière de longue vie pour le karmapa, lequel reste quelque temps à ses côtés au Norbulingka.

### Testament politique

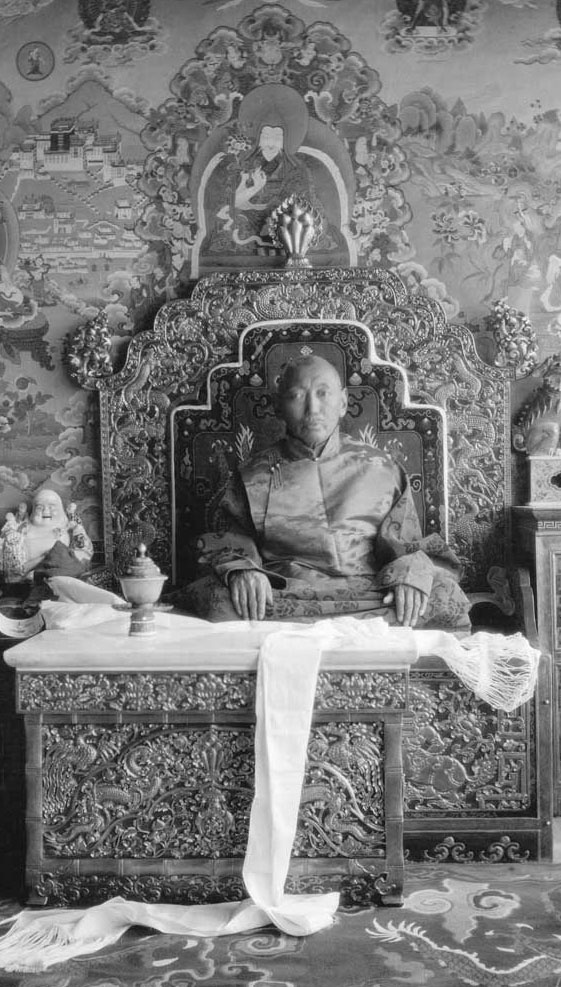
Thubten Gyatso en 1932, photo de Leslie Weir

Lors des célébrations du nouvel an tibétain de 1932, le 14e kuten, Lobsang Sonam, entre en transe et avertit le dalaï-lama de sa fin imminente, lui révélant sa maladie[Laquelle ?] et insistant pour qu'il donne sans attendre des directives concernant la stabilité future du pays. En décembre 1932, soit un an avant sa mort, le dalaï-lama laisse ce qui fut plus tard considéré comme un testament politique. Selon Claude B. Levenson, même s'il semble obscur dans sa formulation, ce texte est maintenant considéré comme prémonitoire et comporte des avertissements,. Glenn H. Mullin, qui le publia dans sa totalité, précise que des événements décrits dans ce texte s'étant produits, il est aussi appelé « Les Prophéties du Grand Treizième ». Dans ce testament, rédigé à la demande du gouvernement, il insiste en particulier sur la nécessité de ménager l'Inde et la Chine, d'entretenir une armée garante du territoire, de refouler le communisme pour éviter au Tibet le sort de la Mongolie :

« Le gouvernement de l'Inde nous est proche, et il dispose d'une grande armée. Le gouvernement de la Chine a lui aussi une grande armée. En conséquence, nous devons fermement maintenir l'amitié avec les deux pays, ils sont tous deux puissants (…) En outre, les temps sont aujourd'hui aux cinq sortes de dégénérescence dans tous les pays. La plus grave, c'est la manière de faire parmi les Rouges. Ils ne permettent pas de mener les recherches pour trouver la nouvelle incarnation du Grand Lama d'Ourga. Ils se sont saisis et emparés de tous les objets sacrés des monastères. Ils ont obligé les moines à devenir soldats. Ils ont brisé la religion, de façon que jusque son nom soit effacé. Avez-vous entendu toutes ces choses qui se sont passées à Ourga ? Et elles continuent.
II se peut qu'un jour, ici, au cœur du Tibet, la religion et l'administration séculière soient attaquées simultanément de l'intérieur et de l'extérieur. À moins de sauvegarder nous-mêmes notre pays, il arrivera que les dalaï-lamas et les panchen-lamas, le père et le fils, les dépositaires de la Foi, les glorieuses Réincarnations, seront jetés à terre et leurs noms voués à l'oubli. Les communautés monastiques et le clergé verront leurs propriétés détruites. Les us administratifs des Trois Grands Souverains religieux (Tri Songtsen Gampo, Trisong Detsen et Tri Ralpachen) seront affaiblis. Les fonctionnaires ecclésiastiques et séculiers verront leurs domaines saisis et leurs autres biens confisqués. Ils seront eux-mêmes réduits en servitude par l'ennemi, ou contraints à l'errance comme des vagabonds. Tous les êtres vivants sombreront dans la misère et la terreur, et la nuit tombera lentement sur la souffrance du monde. Ne soyez pas traîtres à la Foi ni à l'État en travaillant pour un autre pays que le vôtre. Aujourd'hui, le Tibet est heureux et connaît un certain bien-être. Le reste repose entre vos mains. Tout doit être organisé en connaissance de cause. Œuvrez en harmonie l'un avec l'autre, ne prétendez pas faire ce que vous ne pouvez pas. »

### Décès
La fin du 13e dalaï-lama est mal connue. Son agonie commence en novembre 1933 et seuls son favori, Kunphéla, son médecin personnel et l'oracle de Nétchoung sont à son chevet. Après un remède prescrit par l'oracle et administré par Kunphéla, il plonge dans un coma délirant et meurt à l'aube du 17 décembre.
En novembre 1933, il convoqua le photographe de la mission du Népal à Lhassa et lui commanda un portrait pour ses disciples. Les Tibétains y virent un signe annonçant la proximité de sa fin. À la mi-décembre, le dalaï-lama attrapa un gros rhume qui se transforma en quelques jours en une pneumonie qui l'a emporté.
Sa dépouille est embaumée, revêtue d'une robe de brocard doré et assise dans la position du lotus sur un trône d'or au palais de Norbulingka afin que les Tibétains puissent lui rendre hommage et déposer des écharpes de félicité à ses pieds.

### Bilan
Thubten Gyatso était appelé le Grand Treizième car depuis Kelzang Gyatso, le Septième dalaï-lama, il était le premier à vivre si longtemps et aussi parce que son objectif était de sortir le Tibet de l'influence chinoise,,.
Pour Laurent Deshayes, le 13e dalaï-lama a échoué non seulement à faire reconnaître son pays mais aussi à le moderniser : à sa mort, il ne reste plus que trois autos inutilisées, un réseau électrique embryonnaire et un Hôtel de la Monnaie pour témoigner de sa volonté d'ouverture. Les ressources minières restent inexploitées, l'industrie est inexistante, la métallurgie est artisanale ou localisée, les techniques agricoles sont archaïques (on retourne la terre avec un pieu), l'élevage de boucherie est inexistant en raison des interdits religieux (Végétarisme bouddhique), le transport des marchandises se fait à dos d'homme et d'animal, la roue étant interdite. « Enraciné dans ses croyances, le vieux Tibet a résisté. »
Remarquant l'ouverture par la Chine et par l'Inde britannique de représentations diplomatiques à Lhassa après la mort du dalaï-lama, précisant que le gouvernement tibétain n'avait rien cédé de son héritage, poursuivant son œuvre de réorganisation intérieure, Roland Barraux se demande si Thubten Gyatso n'a pas réussi à titre posthume l'ambition de son règne : la reconnaissance internationale et l'amélioration de l'administration gouvernementale.
Pour la spécialiste d'Alexandra David-Néel, Joëlle Désiré-Marchand, le XIIIe dalaï-lama est « considéré comme un grand chef d'État ».

### Exercice du pouvoir
Charles Bell, qui fut l'ami et le confident du 13e dalaï-lama, notamment de 1910 à 1912, en Inde, le décrit comme étant à l'époque « indubitablement un homme au caractère trempé, dont toutes les actions obéissaient à une ligne de conduite claire et cohérente, même si certains pouvaient y voir de l'entêtement ».
Plus tard, dans un livre publié en 1946, Bell le qualifie d'« autocrate absolu » tant dans le domaine de la religion que dans celui du gouvernement séculier du Tibet. Il ajoute que le fait qu'il soit considéré comme une divinité (il est l'incarnation de Cherenzig, le Bouddha de la compassion), vaut au dalaï-lama une position de domination absolue au Tibet. Bell va jusqu'à écrire qu'il « était un dictateur, et cela encore plus vis-à-vis du pays qui était le sien que Herr Hitler et Signor Mussolini vis-à-vis du leur ». Alex McKay affirme que Bell fait référence ici à l'étendue de son pouvoir, et non à son usage. Charles Bell ajoute que, s'il ne disposait pas des moyens de diffusion de ces deux personnages pour se faire entendre, il avait le pouvoir de récompenser aussi bien que de punir les Tibétains dans leur vie présente comme dans leur vie à venir, de faire en sorte qu'ils renaissent sous la forme d'un être humain plutôt que sous celle d'un animal, et que cet être humain soit dans une position sociale élevée ou, mieux encore, qu'il soit moine ou nonne.

### Missions diplomatiques chinoise et britannique à Lhassa

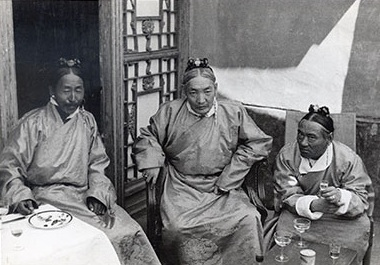
Norbu Döndrub, Trimon et Tsarong à la mission britannique à Lhassa le 28 septembre 1936.

Après le décès du 13e dalaï-lama, une mission chinoise de « condoléances » dirigée par Huang Musong arrive à Lhassa en 1934 avec l'autorisation du gouvernement tibétain. Elle laissera derrière elle deux agents de liaison munis d'un émetteur-récepteur radio. Thomas Laird voit dans cette initiative le début de la constitution d'une représentation diplomatique chinoise.
En réaction, en 1934, le gouvernement britannique des Indes envoya à Lhassa Norbu Döndrub, secrétaire politique au Sikkim. En août 1936, Basil Gould, Hugh Richardson et Freddie Spencer Chapman sont envoyés à Lhassa, accompagnés de soldats, pour établir une station radio sans fil,, ouvrant la première mission britannique à Lhassa,.

### Son stupa
Le stupa du 13e dalaï-lama au palais du Potala est situé dans une chapelle du palais rouge. Le gros-œuvre en fut bâti pendant l'inter-règne du 5e Réting Rimpoche. Haut de 14 m (soit 86 cm de moins que le stupa du Grand 5e), il est couvert d'or et de pierres précieuses.

### L'école anglaise de Lhassa (1944)
Devant la nécessité d'avoir des responsables ayant reçu une éducation anglaise pour pouvoir faire fonctionner des émetteurs radios, l'usine hydroélectrique et autres équipements modernes, une école dispensant un enseignement en partie en tibétain, en partie en anglais, fut ouverte à Lhassa le 31 juillet 1944, à la demande du gouvernement tibétain. Le régent Taktra Rinpoché la justifia comme étant la continuation de la politique du 13e dalaï-lama,. L'école, toutefois, ne fonctionna que pendant six mois.

### Destruction de sa maison familiale en 2011

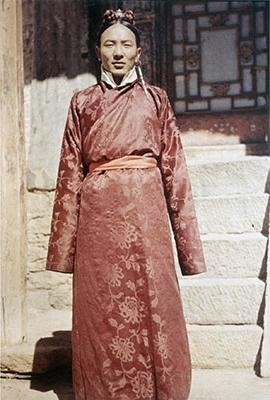
Langdun devant sa maison

Selon une source au Tibet, la demeure ancestrale du 13e dalaï-lama, construite il y a plus d'un siècle, a été détruite par les autorités chinoises le 10 juin 2011. Elle était située à proximité de la rivière Kyi chu, au sud de Lhassa. Cette zone étant sous la juridiction du centre militaire de Lhassa, les autorités municipales, alertées par des membres de la famille Langdun demandant à ce qu'elle soit épargnée, n'ont rien pu faire alors que la maison avait été déclarée « structure historique à protéger »,.